# Liste der größten optischen Teleskope

Größenvergleich der größten Teleskope

Die Liste der größten optischen Teleskope enthält Teleskope für Strahlung mit einer Wellenlänge kleiner 100 µm, die beugungs- bzw. Seeing-begrenzte Abbildung haben:
- Rang (keine Angabe: besondere Bauart oder historisch/in Bau)
- Durchmesser: Maß der optischen Hauptkomponente / des flächenmäßig entsprechenden Kreises (teils segmentierter Spiegel); die Angaben können wegen der auch üblichen Zoll-Maße leicht differieren (Rundungen)
- Höhe: Lage über dem Meeresspiegel
- Jahr der Inbetriebnahme: Zum Teil können die in verschiedenen Quellen angegebenen Daten für die Fertigstellung um ein Jahr oder mehr differieren. Dies liegt meistens daran, dass „Inbetriebnahme“ unterschiedlich definiert ist (Erstes Licht, First Light; erste Aufnahmen (oft mit provisorischen Kameras); Ende der Bauarbeiten; Einweihung oder wissenschaftliche Inbetriebnahme).

Diese Listen wurden verschiedentlich erstellt, sie zeigen auch die Entwicklung der Teleskopgröße und -technik auf geben Trends wieder, oder zeigen nationales Prestigestreben. Sie umfasst 
- gegenwärtige und
- (blau hinterlegt) im Bau befindliche Teleskope bis 1,5 Meter Öffnung (genauer: Apertur-Durchmesser) – und damit die größten Teleskope Deutschlands, Österreichs und der Schweiz, sowie das erste Großteleskop moderner Bauart, das wesentlich zur Klärung der räumlichen Struktur des Universums beitrug, das 60-Zoll-Hale-Teleskop; des Weiteren
- (grün hinterlegt) die historisch größten und
- (orange hinterlegt) die größten einer jeweiligen Bauart.

Nicht gelistet sind Teleskope, die nicht funktionierten oder weitab ihrer geplanten Leistung lagen, wie das 45-m-Teleskop von Johannes Hevelius (1645), die Spiegelteleskope von Robert Hooke (1680) und John Michell (1780), der Craig-Refraktor (1852) oder das Multiple Mirror Telescope (1979), das dem Magnum Mirror Telescope vorausging.
| Nr. | Name                                                                                     | Durch- messer          | Objektiv                                                                                  | Bild | Standort | Höhe (ü. M.) | Jahr       | Bemerkungen, ggf. Etendue (sortierbar) |
| --- | ---------------------------------------------------------------------------------------- | ---------------------- | ----------------------------------------------------------------------------------------- | ---- | --- | ------------ | ---------- | --- |
| 1   | Large Binocular Telescope (LBT)                                                          | 2 × 8,4 m ≙ 11,8 m     | Glasspiegel (Borsilikatglas Ohara E6)                                                     |      | Mount Graham, Arizona, USA                                                                                      | 3267 m       | 2005       | Zwei Einzelspiegel auf gemeinsamer Montierung (Fertigstellung des zweiten Spiegels 2007, der Gesamtanlage 2011), interferometrische Basislänge 22,8 m. Die Spiegel des Teleskops wurden von dem Richard F. Caris Mirror Laboratory hergestellt und bereits während des Gusses durch Zentrifugalkraft der sich langsam drehenden Form parabolisiert. Durch das damit mögliche große Öffnungsverhältnis f/1,14 konnte eine kompakte Bauweise erreicht werden. Bau und Instrumentierung kosteten etwa 100 Millionen Euro. |
| 2   | Gran Telescopio Canarias (GTC)                                                           | 10,4 m                 | Glasspiegel (Glaskeramik Zerodur), segmentiert                                            |      | Roque de los Muchachos, La Palma, Spanien                                                                       | 2396 m       | 2007       | Teleskop mit aus 36 sechseckigen Segmenten zusammengesetztem Hauptspiegel. Bau und Instrumentierung kosteten etwa 140 Millionen Euro. |
| 3   | Keck I                                                                                   | 10 m                   | Glasspiegel (Glaskeramik Zerodur), segmentiert                                            |      | Mauna-Kea-Observatorium, Hawaii, USA                                                                            | 4200 m       | 1993       | Bis 2008 weltweit größten Teleskope. Es sind zudem die ersten Teleskope mit funktionierendem segmentierten Hauptspiegel, sie sind aus 36 sechseckigen Segmenten zusammengesetzt. Keck I und II können zu einem Interferometer mit der Basislänge von 85 m verbunden werden. Bau und Instrumentierung kosteten etwa 140 Millionen Dollar. Beobachtungen mit den Teleskopen trugen u. a. zu den mit Nobelpreisen ausgezeichneten Entdeckungen des Schwarzen Lochs im Zentrum der Milchstraße und der beschleunigten Expansion des Universums bei. |
| 4   | Keck II                                                                                  | 10 m                   | Glasspiegel (Glaskeramik Zerodur), segmentiert                                            |      | Mauna-Kea-Observatorium, Hawaii, USA                                                                            | 4200 m       | 1996       | Bis 2008 weltweit größten Teleskope. Es sind zudem die ersten Teleskope mit funktionierendem segmentierten Hauptspiegel, sie sind aus 36 sechseckigen Segmenten zusammengesetzt. Keck I und II können zu einem Interferometer mit der Basislänge von 85 m verbunden werden. Bau und Instrumentierung kosteten etwa 140 Millionen Dollar. Beobachtungen mit den Teleskopen trugen u. a. zu den mit Nobelpreisen ausgezeichneten Entdeckungen des Schwarzen Lochs im Zentrum der Milchstraße und der beschleunigten Expansion des Universums bei. |
| 5   | Southern African Large Telescope (SALT)                                                  | 10 m                   | Glasspiegel (Glaskeramik Sitall), segmentiert                                             |      | South African Astronomical Observatory, Karoo-Hochebene, Südafrika                                              | 1760 m       | 2005       | Ein sphärischer Hauptspiegel aus 91 sechseckigen Segmenten mit einem festen Höhenwinkel führte zu einer bezogen auf den Durchmesser günstigen Bauweise (20 Mill. USD). Die damit einhergehenden Abbildungsfehler werden durch einen kleineren Korrektor beseitigt. Ein Konstruktionsfehler im Korrektor minderte bis zur Behebung 2010 die Bildqualität. Der effektive Spiegeldurchmesser hängt von dem Höhenwinkel ab. |
| 6   | Hobby-Eberly Telescope (HET)                                                             | 9–10 m                 | Glasspiegel (Glaskeramik Zerodur), segmentiert                                            |      | McDonald Observatory, Davis Mountains, Texas, USA                                                               | 1980 m       | 1999       | Ein sphärischer Hauptspiegel aus 91 sechseckigen Segmenten mit einem festen Höhenwinkel führte zu einer bezogen auf den Durchmesser günstigen Bauweise (13,5 Mill. USD). Die damit einhergehenden Abbildungsfehler werden durch einen kleineren Korrektor beseitigt. Bis zu einer Aufrüstung im Jahr 2015 war eine Apertur von 9,2 m nutzbar; der effektiver Spiegeldurchmesser hängt von dem Höhenwinkel ab. |
| 7   | Vera C. Rubin Observatory (vormals Large Synoptic Survey Telescope, LSST)                | 8,4 m                  | Glasspiegel (Borsilikatglas Ohara E6)                                                     |      | Cerro Pachon, Chile                                                                                             | 2682 m       | 2025       | großes Sichtfeld durch drei Spiegel, wobei der dritte im Zentrum des ersten ausgeformt ist, gefolgt von einem dreilinsigen Korrektor; Sichtfeld und Durchmesser ergeben eine Etendue von 319. |
| 8   | Subaru Telescope                                                                         | 8,2 m                  | Glasspiegel (Glas ULE)                                                                    |      | Mauna-Kea-Observatorium, Hawaii, USA                                                                            | 4139 m       | 1999       | Größtes Teleskop des japanischen nationalen astronomischen Observatoriums (NAOJ); die Gesamtkosten betrugen 40 Milliarden Yen. Der Hauptspiegel wurde durch Verschweißen von sechseckigen Segmenten aus dem Glas ULE hergestellt. Mithilfe der im Primärfokus installierbaren Subprime-Cam besitzt das Teleskop ein Sichtfeld von 0,5°, mit der ab 2011 verfügbaren Hyper Subprime-Cam ein Sichtfeld von 1,5° und damit eine Etendue von 65. |
| 9   | VLT UT1 (Antu)                                                                           | 8,2 m                  | Glasspiegel (Glaskeramik Zerodur)                                                         |      | Paranal-Observatorium, Chile                                                                                    | 2635 m       | 1998       | Die vier Einzelteleskope (UT = unit telescope) bilden zusammen das Very Large Telescope. Die Teleskopspiegel wurden von der Schott AG, der Firma REOSC und von der Carl Zeiss AG hergestellt und bereits während des Gusses durch langsame Rotation der Form parabolisiert. UT4 (Yepun) verfügt seit 2016 über einen deformierbaren Sekundärspiegel, der adaptive Optik ermöglicht. Die UTs können zusammen als optisches Interferometer mit Basislänge bis 200 m betrieben werden. Bau und Betrieb des Observatoriums kosteten in den ersten 15 Jahren etwa 500 Millionen Euro. Beobachtungen mit den Teleskopen trugen u. a. zu den mit Nobelpreisen ausgezeichneten Entdeckungen des Schwarzen Lochs im Zentrum der Milchstraße und der beschleunigten Expansion des Universums; auch gelangen 2004 erstmals Abbildungen von Exoplaneten und dann beispielsweise 2010 die Untersuchung deren Atmosphäre.                                                             |
| 10  | VLT UT2 (Kueyen)                                                                         | 8,2 m                  | Glasspiegel (Glaskeramik Zerodur)                                                         |      | Paranal-Observatorium, Chile                                                                                    | 2635 m       | 1999       | Die vier Einzelteleskope (UT = unit telescope) bilden zusammen das Very Large Telescope. Die Teleskopspiegel wurden von der Schott AG, der Firma REOSC und von der Carl Zeiss AG hergestellt und bereits während des Gusses durch langsame Rotation der Form parabolisiert. UT4 (Yepun) verfügt seit 2016 über einen deformierbaren Sekundärspiegel, der adaptive Optik ermöglicht. Die UTs können zusammen als optisches Interferometer mit Basislänge bis 200 m betrieben werden. Bau und Betrieb des Observatoriums kosteten in den ersten 15 Jahren etwa 500 Millionen Euro. Beobachtungen mit den Teleskopen trugen u. a. zu den mit Nobelpreisen ausgezeichneten Entdeckungen des Schwarzen Lochs im Zentrum der Milchstraße und der beschleunigten Expansion des Universums; auch gelangen 2004 erstmals Abbildungen von Exoplaneten und dann beispielsweise 2010 die Untersuchung deren Atmosphäre.                                                             |
| 11  | VLT UT4 (Yepun)                                                                          | 8,2 m                  | Glasspiegel (Glaskeramik Zerodur)                                                         |      | Paranal-Observatorium, Chile                                                                                    | 2635 m       | 2001       | Die vier Einzelteleskope (UT = unit telescope) bilden zusammen das Very Large Telescope. Die Teleskopspiegel wurden von der Schott AG, der Firma REOSC und von der Carl Zeiss AG hergestellt und bereits während des Gusses durch langsame Rotation der Form parabolisiert. UT4 (Yepun) verfügt seit 2016 über einen deformierbaren Sekundärspiegel, der adaptive Optik ermöglicht. Die UTs können zusammen als optisches Interferometer mit Basislänge bis 200 m betrieben werden. Bau und Betrieb des Observatoriums kosteten in den ersten 15 Jahren etwa 500 Millionen Euro. Beobachtungen mit den Teleskopen trugen u. a. zu den mit Nobelpreisen ausgezeichneten Entdeckungen des Schwarzen Lochs im Zentrum der Milchstraße und der beschleunigten Expansion des Universums; auch gelangen 2004 erstmals Abbildungen von Exoplaneten und dann beispielsweise 2010 die Untersuchung deren Atmosphäre.                                                             |
| 12  | VLT UT3 (Melipal)                                                                        | 8,2 m                  | Glasspiegel (Glaskeramik Zerodur)                                                         |      | Paranal-Observatorium, Chile                                                                                    | 2635 m       | 2002       | Die vier Einzelteleskope (UT = unit telescope) bilden zusammen das Very Large Telescope. Die Teleskopspiegel wurden von der Schott AG, der Firma REOSC und von der Carl Zeiss AG hergestellt und bereits während des Gusses durch langsame Rotation der Form parabolisiert. UT4 (Yepun) verfügt seit 2016 über einen deformierbaren Sekundärspiegel, der adaptive Optik ermöglicht. Die UTs können zusammen als optisches Interferometer mit Basislänge bis 200 m betrieben werden. Bau und Betrieb des Observatoriums kosteten in den ersten 15 Jahren etwa 500 Millionen Euro. Beobachtungen mit den Teleskopen trugen u. a. zu den mit Nobelpreisen ausgezeichneten Entdeckungen des Schwarzen Lochs im Zentrum der Milchstraße und der beschleunigten Expansion des Universums; auch gelangen 2004 erstmals Abbildungen von Exoplaneten und dann beispielsweise 2010 die Untersuchung deren Atmosphäre.                                                             |
| 13  | Gemini Northern Telescope                                                                | 8,1 m                  | Glasspiegel (Glas ULE)                                                                    |      | Mauna-Kea-Observatorium, Hawaii, USA                                                                            | 4213 m       | 1999       | Der Hauptspiegel wurde von der Firma Corning durch Verschweißen von sechseckigen Segmenten aus dem Glas ULE hergestellt, anschließend von der Firma REOSC in Paris geschliffen und poliert. Mithilfe einer Kamera zur Speckle-Interferometrie konnten in dem Observatorium im Jahr 2012 Aufnahmen im sichtbaren Licht mit einer Auflösung von 0,02 Bogensekunden gemacht werden. Die Errichtung beider Observatorien kostete etwa 187 Millionen Dollar. |
| 14  | Gemini Southern Telescope                                                                | 8,1 m                  | Glasspiegel (Glas ULE)                                                                    |      | Cerro Tololo Inter-American Observatory, Cerro Pachón, Chile                                                    | 2740 m       | 2000       | Der Hauptspiegel wurde von der Firma Corning durch Verschweißen von sechseckigen Segmenten aus dem Glas ULE hergestellt, anschließend von der Firma REOSC in Paris geschliffen und poliert. Mithilfe einer Kamera zur Speckle-Interferometrie konnten in dem Observatorium im Jahr 2012 Aufnahmen im sichtbaren Licht mit einer Auflösung von 0,02 Bogensekunden gemacht werden. Die Errichtung beider Observatorien kostete etwa 187 Millionen Dollar. |
| 15  | MMT                                                                                      | 6,5 m                  | Glasspiegel (Borsilikatglas Ohara E6)                                                     |      | Fred-Lawrence-Whipple-Observatorium, Arizona, USA                                                               | 2606 m       | 2000       | Der Spiegel des Teleskops wurde vom Richard F. Caris Mirror Laboratory hergestellt und bereits während des Gusses durch langsame Rotation der Form parabolisiert. Durch Umbau des Multiple Mirror Telescope entstanden. |
| 16  | Walter Baade Telescope / Magellan I                                                      | 6,5 m                  | Glasspiegel (Borsilikatglas Ohara E6)                                                     |      | Las Campanas-Observatorium, Chile                                                                               | 2380 m       | 2000       | Gregory-Teleskop. Der Spiegel des Teleskops wurde vom Richard F. Caris Mirror Laboratory hergestellt und bereits während des Gusses durch langsame Rotation der Form parabolisiert. |
| 17  | Landon Clay Telescope / Magellan II                                                      | 6,5 m                  | Glasspiegel (Borsilikatglas Ohara E6)                                                     |      | Las Campanas-Observatorium, Chile                                                                               | 2380 m       | 2002       | Gregory-Teleskop. Der Spiegel des Teleskops wurde vom Richard F. Caris Mirror Laboratory hergestellt und bereits während des Gusses durch langsame Rotation der Form parabolisiert. |
| 18  | James Webb Space Telescope                                                               | 6,5 m                  | Beryllium mit Gold verspiegelt, segmentiert                                               |      | Lagrangepunkt L2                                                                                                | 1,5 Mio. km  | 2022       | Größtes im Weltraum befindliches Teleskop. Es ist als mehrspiegeliges Korsch-Teleskop konstruiert. Der leichtgewichtige Hauptspiegel aus 18 sechseckigen Segmenten durfte sich erst im All entfalten – seine Segmente aus Beryllium wiegen jeweils nur 20 kg und weisen unterhalb 100 K (der Temperatur des Teleskops am Lagrangepunkt L2) eine niedrige Wärmeausdehnung auf. Mit den Gesamtkosten von 9,7 Milliarden US-Dollar handelt sich neben dem Hubble-Weltraumteleskop um das teuerste wissenschaftliche Projekt in der unbemannten Raumfahrt. |
| 19  | TAO                                                                                      | 6,5 m                  | Glasspiegel (Borsilikatglas Ohara E6)                                                     |      | University of Tokyo Atacama Observatory, Chile                                                                  | 5640 m       | 2024       | höchstgelegenes Observatorium, speziell für Infrarotastronomie |
| 20  | Big Telescope Alt-azimuthal (BTA)                                                        | 6,0 m                  | Glasspiegel (Borsilikatglas)                                                              |      | Selentschuk-Observatorium, Kaukasus, Russland                                                                   | 2070 m       | 1975       | Bis 1993 weltgrößtes Teleskop. Der erste mit 42 Tonnen weltweit schwerste Spiegel wurde 1979 durch einen verbesserten ersetzt, der 2007-2018 überarbeitet wurde. Erstes Großteleskop, das nicht parallaktisch (äquatorial), sondern azimutal montiert wurde, was den mechanischen Aufwand wesentlich verringerte und seitdem bei allen Großteleskopen so praktiziert wird. |
| 21  | Large Zenith Telescope (LZT)                                                             | 6,0 m                  | Metallspiegel (Quecksilber, flüssig, rotierend)                                           |      | Malcolm Knapp Research Forest, Britisch-Kolumbien, Kanada                                                       | 0395 m       | 2004       | Zenitteleskop, dessen Spiegel aus flüssigem Quecksilber gebildet wird. Das Quecksilber befindet sich in einer gleichmäßig rotierenden waagerechten Schale, so dass es durch Zusammenspiel von Zentrifugalkraft und Gewichtskraft eine nahezu perfekt auf den Zenit ausgerichtete Parabelform erhält. Aus dem Konstruktionsprinzip resultierten für die Größe sehr geringe Kosten von unter 1 Million USD. Es wurde bis 2016 betrieben. |
| 22  | Hale-Teleskop                                                                            | 5,1 m                  | Glasspiegel (Pyrex)                                                                       |      | Palomar-Observatorium, Kalifornien, USA                                                                         | 1706 m       | 1949       | Bis 1975 weltgrößtes Teleskop. Der Spiegel wurde seinerzeit neuartig aus dem Glas Pyrex und einer rückseitigen Rippenstruktur gegossen und weist eine geringere thermische Ausdehnung als zuvor gefertigte Spiegel aus anderen Glassorten auf. Eine, später als Serruier-Tubus bezeichnete Konstruktion half erstmals, Primär- und Sekundärspiegel trotz der durch die großen Massen hervorgerufene Durchbiegung des Tubus aufeinander ausgerichtet zu halten. Mit dem Teleskop untersuchte Walter Baade Cepheiden und konnte damit den Abstand von Galaxien um den Faktor 2 berichtigen. Spektroskopien an Quasaren zeigten deren Natur als entfernte Galaxien. |
| 23  | Discovery Channel Telescope (DCT)                                                        | 4,3 m                  | Glasspiegel (Glas ULE)                                                                    |      | Happy Jack, Arizona                                                                                             | 2360 m       | 2012       | Der Hauptspiegel wurde durch Verschweißen von sechseckigen Segmenten aus dem Glas ULE hergestellt. Ein Korrektor kann das Sichtfeld auf 2° erweitern, womit eine Etendue von 38 erreicht wird. |
| 24  | William Herschel-Teleskop                                                                | 4,2 m                  | Glasspiegel (Glaskeramik Cer-Vit)                                                         |      | Roque de los Muchachos, La Palma, Kanarische Inseln                                                             | 2396 m       | 1987       | Das seinerzeit weltweit drittgrößte und größtes europäische Teleskop wurde von Sir Howard Grubb, Parsons and Co. mit einem Spiegel aus der Glaskeramik Cer-Vit hergestellt. Das Teleskop wurde 2022 mit einem Korrektor im Primärfokus ausgestattet und erlangte dadurch ein Sichtfeld von 2° und eine Etendue von 43, was für umfangreiche Spektroskopien genutzt wird. |
| 25  | SOAR Telescope                                                                           | 4,1 m                  | Glasspiegel (Glas ULE)                                                                    |      | Cerro Tololo Inter-American Observatory, Cerro Pachón, Chile                                                    | 2738 m       | 2004       | Der Hauptspiegel wurde durch Verschweißen von sechseckigen Segmenten aus dem Glas ULE hergestellt. |
| 26  | VISTA                                                                                    | 4,1 m                  | Glasspiegel (Glaskeramik Zerodur)                                                         |      | Paranal-Observatorium, Chile                                                                                    | 2635 m       | 2009       | Das Teleskop hat ein großes Sichtfeld von 1,65° durch eine 2-Spiegelanordnung ähnlich einem Ritchey-Chrétien-Teleskop, der ein 3-linsiger Korrektor folgt, womit eine Etendue von 6,8 erreicht wird. Der Hauptspiegel hat dabei ein Öffnungsverhältnis von f/1. Es wird für Himmelsdurchmusterungen im Infrarot eingesetzt. Eine neue Korrektor-Optik 4MOST für Spektroskopie aus 4 Linsen und 2 Prismen erlaubt ab 2023 ein Sichtfeld von 2,5° und ergibt eine Etendue von 51. |
| 27  | Large Sky Area Multi-Object Fiber Spectroscopic Telescope (LAMOST)                       | 4,0 m                  | Glasspiegel (Glaskeramik Zerodur), segmentiert                                            |      | Xinglong Station, China                                                                                         | 0960 m       | 2008       | größtes Teleskop Chinas, einem Schmidt-Teleskop ähnlich, wodurch es ein großes Sichtfeld von 5° und eine Etendue von 245 besitzt. Die Schmidt-Platte ist zur Vermeidung von Farbfehlern als Spiegel ausgeführt wie der sphärische Spiegel segmentiert aufgebaut. Das Teleskop wird für Spektroskopie eingesetzt. |
| 28  | Victor M. Blanco Telescope                                                               | 4,0 m                  | Glasspiegel (Glaskeramik Cer-Vit)                                                         |      | Cerro Tololo Inter-American Observatory, Chile                                                                  | 2200 m       | 1976       | Größtes Teleskop der südlichen Hemisphäre bis 1998. Spiegelteleskop mit einem Hauptspiegel aus der Glaskeramik Cer-Vit. Mit einem 5-linsigem Korrektor DECam besitzt das Teleskop seit 2012 ein Sichtfeld von 2,2° und eine Etendue von 40. |
| 29  | Daniel K. Inouye Solar Telescope                                                         | 4 m                    | Glasspiegel (Glaskeramik Zerodur)                                                         |      | Haleakalā, Hawaii                                                                                               | 3000 m       | 2020       | größtes Teleskop zur Sonnenbeobachtung. Bei diesem Gregory-Teleskop ist der Sekundärspiegel versetzt, außerhalb der Apertur des Primärspiegels angeordnet. Mit einer adaptiven Optik lassen sich so 30 km große Details der Sonnenoberfläche abbilden. Für den Hauptspiegel wurde die Glaskeramik Zerodur verwendet. |
| 30  | International Liquid Mirror Telescope                                                    | 4 m                    | Metallspiegel (Quecksilber, flüssig, rotierend)                                           |      | Observatorium Devasthal, Indien                                                                                 | 2450 m       | 2022       | Zenitteleskop. Der Primärspiegel bildet sich aus flüssigem Quecksilber in einer gleichmäßig rotierenden Schale, so dass es durch Zusammenspiel von Zentrifugalkraft und Gewichtskraft eine nahezu perfekte Parabelform erhält; die vibrationsarme Rotation der Schale in einem Luftlager vermeidet Störungen der Parabeloberfläche. Das Sichtfeld im Zenit wird durch einen Korrektor erweitert. Als Bildsensor dient ein CCD-Sensor, bei dem die durch das Licht hervorgerufenen Ladungen in der gleichen Geschwindigkeit verschoben werden, wie sich das Himmelsbild aufgrund der Erddrehung verschiebt – dadurch sind vergleichsweise lange Belichtungszeiten möglich. |
| 31  | Anglo-Australian Telescope (AAT)                                                         | 3,9 m                  | Glasspiegel (Glaskeramik Cer-Vit)                                                         |      | Siding-Spring-Observatorium, Australien                                                                         | 1165 m       | 1975       | Größtes Teleskop Australien, bei Fertigstellung größtes Teleskop der Südhalbkugel. Angelehnt an die Konstruktion des Mayall-Teleskop verwendet es jedoch einen Spiegel aus der Glaskeramik Cer-Vit. Ein 4-linsiger Korrektor erlaubt ein Sichtfeld von 2° und ergibt eine Etendue von 36. Es galt als eines der wissenschaftlich produktivsten Teleskope. |
| 32  | Mayall                                                                                   | 3,8 m                  | Glasspiegel (Quarzglas)                                                                   |      | Kitt Peak, Arizona, USA                                                                                         | 2085 m       | 1973       | Spiegelteleskop mit einem von der Firma Corning durch Verschweißen von sechseckigen Quarzglasblöcken hergestellten Hauptspiegel, ehemals zweitgrößtes Teleskop weltweit. Im Jahr 2019 wurde das Teleskop mit einem 4-linsigen Korrektor DESI ausgestattet und erreicht damit ein Sichtfeld von 3,2° und eine Etendue von 89. Es wird damit für Spektroskopie genutzt. |
| 33  | United Kingdom Infrared Telescope (UKIRT)                                                | 3,8 m                  | Glasspiegel (Glaskeramik Cer-Vit)                                                         |      | Mauna-Kea-Observatorium, Hawaii                                                                                 | 4200 m       | 1979       | Für Infrarotbeobachtungen. Mit einem im Vergleich zu anderen zeitgenössischen Teleskopen etwa nur ein Drittel der Stärke aufweisenden Hauptspiegel aus Cer-Vit, dessen Durchbiegung durch eine aktive Optik vermindert wurde. Der Bau erfolgte durch die Firma Sir Howard Grubb, Parsons and Co. Die Etendue von 2,4 wurde im Infrarotbereich erst 2009 von VISTA übertroffen. |
| 34  | Seimei telescope                                                                         | 3,8 m                  | Glasspiegel (Glaskeramik Clearceram-Z), segmentiert                                       |      | Okayama Astrophysical Observatory, Japan                                                                        | 0355 m       | 2018       | Größtes optisches Teleskop in Japan (Das größte Teleskop des japanischen nationalen astronomischen Observatoriums NAOJ, Subaru, befindet sich aufgrund der sehr guten atmosphärischen Bedingungen auf dem Mauna Kea). |
| 35  | AEOS                                                                                     | 3,7 m                  | Glasspiegel (Glaskeramik Zerodur)                                                         |      | AMOS, Haleakalā, Maui (Hawaii)                                                                                  | 3000 m       | 1997       | 15 cm dünner Hauptspiegel aus der Glaskermik Zerodur, hergestellt von der Schott AG; betrieben im Maui Space Surveillance System, überwiegend für militärische Fragestellungen genutzt. |
| 36  | 3,6 m                                                                                    | 3,6 m                  | Glasspiegel (Quarzglas)                                                                   |      | La-Silla-Observatorium, Chile                                                                                   | 2400 m       | 1977       | erstes großes europäische Teleskop in der südlichen Hemisphäre. Der Hauptspiegel wurde von der Firma Corning durch Verschweißen von sechseckigen Quarzglasblöcken hergestellt und von der Firma REOSC geschliffen und poliert. |
| 37  | Canada-France-Hawaii Telescope (CFHT)                                                    | 3,6 m                  | Glasspiegel (Glaskeramik Cer-Vit)                                                         |      | Mauna-Kea-Observatorium, Hawaii                                                                                 | 4200 m       | 1979       | Mit den Anfang der 2000er Jahre im Primärfokus installierten Kameras mit weitem Sichtfeld für sichtbares und Infrarotlicht konnten die hervorragenden Beobachtungsbedingungen am Mauna Kea beispielsweise genutzt werden, um umfangreiche Durchmusterungen durchzuführen, von der Suche nach Braunen Zwergen, der Untersuchung der nahgelegenen Andromedagalaxie, des Virgo-Galaxienhaufens bis hin zur Suche nach entfernten Galaxien, den Quasaren. |
| 38  | Telescopio Nazionale Galileo (TNG)                                                       | 3,6 m                  | Glasspiegel (Glaskeramik Zerodur)                                                         |      | Roque de los Muchachos, La Palma, Kanarische Inseln                                                             | 2396 m       | 1997       | Das Teleskop hat große Ähnlichkeit mit dem New Technology Telescope des La-Silla-Observatoriums der Europäischen Südsternwarte, von dem der Entwurf abgeleitet wurde. Es wird von der Fundación Galileo Galilei – INAF, Fundación Canaria für das italienische Nationale Institut für Astrophysik betrieben. |
| 39  | Devasthal Optical Telescope                                                              | 3,6 m                  | Glasspiegel (Glaskeramik Zerodur)                                                         |      | Observatorium Devasthal, Indien                                                                                 | 2450 m       | 2015       | Eines der größten Teleskope Asiens – die Position des großen Teleskopes in einem Längengradbereich, in dem sich kaum andere Teleskope befinden, prädestiniert es für die Untersuchung kurzzeitiger Phänomene am dortigen Nachthimmel, wie in der Asteroseismologie, bei Gamma Ray Bursts oder bei Supernovae. |
| 40  | Calar Alto 3.5                                                                           | 3,5 m                  | Glasspiegel (Glaskeramik Zerodur)                                                         |      | Calar-Alto-Observatorium, Spanien                                                                               | 2168 m       | 1984       | Größtes Teleskop in Kontinental-Europa. Spiegelteleskop, dessen Hauptspiegel aus der damals neuen Glaskeramik Zerodur der Schott AG hergestellt und von der Zeiss AG gefertigt wurde. |
| 41  | New Technology Telescope (NTT)                                                           | 3,5 m                  | Glasspiegel (Glaskeramik Zerodur)                                                         |      | La-Silla-Observatorium, Chile                                                                                   | 2400 m       | 1989       | Erstes Teleskop mit aktiver Optik, wodurch ein 24 cm dünner und leichter, meniskusförmiger Hauptspiegel realisiert werden konnte; hergestellt von der Schott AG aus der Glaskeramik Zerodur. Mit dem Spiegelteleskop gelang eine der ersten Beobachtungen einzelner Sterne im Zentrum der Milchstraße und damit die Entdeckung des dortigen supermassiven Schwarzen Lochs. |
| 42  | Astrophysical Research Consortium (ARC)                                                  | 3,5 m                  | Glasspiegel (Borsilikatglas Ohara E6)                                                     |      | Apache-Point-Observatorium, New Mexico, USA                                                                     | 2788 m       | 1994       | Der Spiegel des Teleskops wurde von dem Richard F. Caris Mirror Laboratory hergestellt und bereits während des Gusses durch langsame Rotation der Form parabolisiert. Durch das damit mögliche große Öffnungsverhältnis f/1,75 konnte eine vergleichsweise kompakte Bauweise, geringe Masse und niedrigere Kosten erreicht werden. |
| 43  | WIYN                                                                                     | 3,5 m                  | Glasspiegel (Borsilikatglas Ohara E6)                                                     |      | Kitt Peak, Arizona, USA                                                                                         | 2085 m       | 1994       | Der Spiegel des Teleskops wurde von dem Richard F. Caris Mirror Laboratory hergestellt und bereits während des Gusses durch langsame Rotation der Form parabolisiert. Durch das damit mögliche große Öffnungsverhältnis f/1,75 konnte eine vergleichsweise kompakte Bauweise, geringe Masse und niedrigere Kosten erreicht werden. Ein 2-linsiger Korrektor erlaubt ein Sichtfeld von 1,4° und ergibt eine Etendue von 12. |
| 44  | Starfire-Optical-Range-Teleskope                                                         | 3,5 m                  | Glasspiegel (Borsilikatglas Ohara E6)                                                     |      | Kirtland AFB, New Mexico, USA                                                                                   | 1600 m       | 1994       | Der Spiegel des Teleskops wurde von dem Richard F. Caris Mirror Laboratory hergestellt und bereits während des Gusses durch langsame Rotation der Form parabolisiert. Militärisch genutzt. |
| 45  | Herschel-Weltraumteleskop                                                                | 3,5 m                  | Siliziumkarbid (gesintert, Spiegelschicht aus Aluminium)                                  |      | Lagrangepunkt L2                                                                                                | 1,5 Mio. km  | 2009       | Spiegelteleskop, leichtgewichtiger Hauptspiegel aus Siliziumkarbid, hergestellt von der Firma Boostec durch das Verbinden von 12 Segmenten. Zur Beobachtung im fernen Infrarot, Gesamtbudget 1,1 Milliarden Euro. Nach dem plangemäßen Verbrauch des Heliumvorrats zur erforderlichen Kühlung im Jahr 2013 abgeschaltet. |
| 46  | Space Surveillance Telescope (SST)                                                       | 3,5 m                  |                                                                                           |      | White Sands Missile Range, New Mexico, USA                                                                      | 1199 m       | 2011       | Großes Sichtfeld von 3,5°, das durch 3 Spiegel gefolgt von einem mehrlinsigen Korrektor erreicht wird. Das Teleskop hat damit eine Etendue von 53. Seit 2016 in Australien stationiert |
| 47  | INO340                                                                                   | 3,4 m                  | Glasspiegel (Glaskeramik Zerodur)                                                         |      | Berg Gargash, Provinz Isfahan, Iran                                                                             | 3600 m       | 2022       | Das Ritchey–Chrétien-Spiegelteleskop ist das größte Teleskop Vorderasiens |
| 48  | Shane                                                                                    | 3,0 m                  | Glasspiegel (Pyrex)                                                                       |      | Lick-Observatorium, Mount Hamilton, USA                                                                         | 1300 m       | 1959       | Ehemals weltweit zweitgrößtes Teleskop, nur von dem Hale-Teleskop übertroffen. Der Rohling des Spiegelteleskops wurde von Corning zur Erprobung des Herstellungsverfahrens des Hale-Spiegels gefertigt und gleicht diesem im verrippten Aufbau und dem Material Pyrex. Im Jahr 2004 wurde es mit einer adaptiven Optik und einem Laserleitstern ausgerüstet. |
| 49  | NASA IRTF                                                                                | 3,0 m                  | Glasspiegel                                                                               |      | Mauna-Kea-Observatorium, Hawaii                                                                                 | 4200 m       | 1979       | Für Infrarotbeobachtungen. Ein Großteil der Beobachtungen dienten der Unterstützung von Raumsonden der NASA, bspw. den Fly-bys von Voyager 1 und Voyager 2, Beobachtungen von Saturn und dem Neptunmond Triton für die Cassini-Mission, sowie des Jupiter für die Juno-Mission. Die guten Infrarotbeobachtungsmöglichkeiten durch die Höhe des Standorts werden aber auch für eine Vielzahl anderer Untersuchungen genutzt. |
| 50  | NASA-LMT                                                                                 | 3,0 m                  | Metallspiegel (Quecksilber, flüssig, rotierend)                                           |      | Sacramento Peak, New Mexico, USA                                                                                | 2751 m       | 1995       | Zenitteleskop, Betrieb bis 2002. Den Primärspiegel bildet flüssiges Quecksilber in einer waagrechte gleichmäßig rotierenden Schale, so dass es durch Zusammenspiel von Zentrifugalkraft und Gewichtskraft eine nahezu perfekte auf den Zenit ausgerichtete Parabelform erhält; die vibrationsarme Rotation der Schale in einem Luftlager vermeidet Störungen der Parabeloberfläche. Die Kosten des Teleskops liegen durch dieses Konstruktionsprinzip bei etwa 10 % derer eines Glasspiegels. Das Teleskop wurde von der NASA zur Detektion für Satelliten gefährlichem Weltraumschrott genutzt. Ein weiteres Einsatzgebiet war die Himmelsdurchmusterung nach Galaxien. |
| 51  | Infrared Spatial Interferometer                                                          | 3 × 65 Zoll ≙ 2,86 m   |                                                                                           |      | Mount-Wilson-Observatorium, Kalifornien, USA                                                                    | 1742 m       | 2003       | Interferometer aus drei 65 Zoll durchmessenden Spiegelteleskopen für mittleres Infrarot; jedes Teleskop ist mit einem Heterodynempfänger ausgestattet. Die interferometrische Basislänge beträgt bis zu 70 m, die Winkelauflösung 0,003 Bogensekunden. Mit dem Interferometer wurden die räumlichen Strukturen verschiedener Sterne beobachtet. |
| 52  | Harlan Smith                                                                             | 2,7 m                  | Glasspiegel (Quarzglas)                                                                   |      | McDonald Observatory, Texas, USA                                                                                | 2104 m       | 1969       | Der Hauptspiegel des Spiegelteleskops wurde von der Firma Corning durch Verschweißen von sechseckigen Quarzglasblöcken hergestellt |
| 53  | UBC-Laval LMT                                                                            | 2,65 m                 | Metallspiegel (Quecksilber, flüssig, rotierend)                                           |      | Vancouver, Kanada ⊙                                                                                             |              | 1994       | Zenitteleskop. Der Primärspiegel bildet sich aus flüssigem Quecksilber in einer gleichmäßig rotierenden Schale, so dass es durch Zusammenspiel von Zentrifugalkraft und Gewichtskraft eine nahezu perfekte Parabelform erhält. Die vibrationsarme Rotation der Schale in einem Luftlager vermeidet Störungen der Parabeloberfläche, so dass die Abbildungsqualität dem Seeing von 2 Bogensekunden entspricht. |
| 54  | BAO                                                                                      | 2,6 m                  | Glasspiegel (Glaskeramik Sitall)                                                          |      | Byurakan-Observatorium, Armenien                                                                                | 1500 m       | 1976       | Größtes Teleskop Armeniens, bei Fertigstellung drittgrößtes Teleskop außerhalb der Englischsprachigen Welt. |
| 55  | Shajn                                                                                    | 2,64 m                 | Glasspiegel (Glaskeramik Sitall ?)                                                        |      | Krim-Observatorium, Sowjetunion/Ukraine                                                                         | 0560 m       | 1961       | Ehemals größtes Teleskop außerhalb der USA, drittgrößtes weltweit. Gegenwärtig größtes Teleskop der Ukraine |
| 56  | VST                                                                                      | 2,61 m                 | Glasspiegel (Glaskeramik Sitall)                                                          |      | Paranal-Observatorium, Chile                                                                                    | 2635 m       | 2011       | großes Sichtfeld von 1,5° durch eine modifizierte Ritchey-Chrétien-Spiegelanordnung gefolgt von einem 4-linsigen Korrektor; damit eine Etendue von 6,8 |
| 57  | JST/T250                                                                                 | 2,55 m                 | Glasspiegel (Glaskeramik Zerodur)                                                         |      | Observatorio Astrofísico de Javalambre (OAJ), El Pico del Buitre, Teruel, Spanien                               | 1957 m       | 2016       | Großes Sichtfeld von 3°, durch eine Cassegrain-Spiegelanordnung gefolgt von einem 3-linsigem Korrektor; damit eine Etendue von 27. |
| 58  | Hooker-Teleskop                                                                          | 2,5 m                  | Glasspiegel                                                                               |      | Mount-Wilson-Observatorium, Kalifornien, USA                                                                    |              | 1917       | Bis 1949 größtes Teleskop, der Glasspiegel wurde von der Firma Saint-Gobain gegossen. Mit dem Spiegelteleskop gelang es Edwin Hubble, Cepheiden in dem Andromedanebel zu entdecken, damit dessen Lage – und die aller anderen Spiralnebel – als eigenständige Galaxien außerhalb der Milchstraße zu bestimmen. Mithilfe des Teleskops entdeckte er zudem einen Zusammenhang zwischen Entfernung und Rotverschiebung von Galaxien, die Hubble-Konstante. Mit einem zusätzlich angebrachten Michelson-Interferometer mit 6 m Basislänge (ab 1920) konnte der Durchmesser einiger Sterne bestimmt werden. Seit Ende des 20. Jahrhunderts aufgrund der Nähe zu Los Angeles nicht mehr wissenschaftlich genutzt, ist es das größte Teleskop in dem Besucher eigene Beobachtung tätigen können. |
| 59  | Isaac Newton                                                                             | 2,5 m                  | Glasspiegel (Glaskeramik Zerodur)                                                         |      | Roque de los Muchachos, La Palma, Kanarische Inseln                                                             | 2396 m       | 1967       | Mit einem in den 1930er Jahren von der Firma Corning gefertigtem Glasrohling wurde 1967 das Spiegelteleskop in Herstmonceux, Vereinigtes Königreich errichtet, ab 1984 aufgrund der besseren Wetterbedingungen in La Palma betrieben. Bei der Verlagerung wurde der anfangs 98 Zoll große Hauptspiegel auch durch einen qualitativ besseren 100 Zoll Spiegel aus der Glaskeramik Zerodur ersetzt. Mit dem Teleskop gelang 1971/2 die erste Entdeckung eines schwarzen Lochs, Cygnus X-1. |
| 60  | Nordic Optical Telescope                                                                 | 2,5 m                  | Glasspiegel (Glaskeramik Zerodur)                                                         |      | Roque de los Muchachos, La Palma, Kanarische Inseln                                                             | 2396 m       | 1988       | Ursprünglich finanziert von einer Gruppe nordeuropäischer Länder, um einen Zugang zu besseren Beobachtungsmöglichkeiten zu sichern. Durch den zwischenzeitlichen Beitritt vieler dieser Länder zur ESO und der Verfügbarkeit deren Observatorien wird das Teleskop nun noch für spezielle Aufgaben eingesetzt. |
| 61  | du Pont                                                                                  | 2,5 m                  | Glasspiegel (Quarzglas)                                                                   |      | Las-Campanas-Observatorium, Chile                                                                               | 2380 m       | 1977       | Das Teleskop wurde für verschiedenartige Beobachtungen entworfen, da seinerzeit keine weiteren, spezialisierten Teleskope für das Observatorium geplant waren. Ein großes Sichtfeld von 2,1° wurde dabei durch eine modifizierte Ritchey-Chrétien-Spiegelanordnung in Kombination mit einem 2-linsigem Gascoigne-Korrektor erreicht. Der Hauptspiegel des Spiegelteleskops wurde von der Firma Corning aus Quarzglas hergestellt. |
| 62  | Sloan Digital Sky Survey                                                                 | 2,5 m                  | Glasspiegel (Borsilikatglas Ohara E6)                                                     |      | Apache-Point-Observatorium, New Mexico, USA                                                                     | 2788 m       | 1998       | Ein großes Sichtfeld von 3° für Himmelsdurchmusterungen wurde dabei durch eine modifizierte Ritchey-Chrétien-Spiegelanordnung in Kombination mit einem 2-linsigem Korrektor erreicht – und damit eine Etendue von 28. |
| 63  | Stratospheric Observatory For Infrared Astronomy (SOFIA)                                 | 2,5 m                  | Glasspiegel (Glaskeramik Zerodur)                                                         |      | Stratosphäre | 14 km        | 2010       | Für Infrarotbeobachtungen, flugzeuggetragen, weitgehend ungestört von der atmosphärischen Absorption. Das Trägerflugzeug ist eine modifizierte Boeing 747, die Kosten betrugen 330 Millionen USD. Aufgrund der hohen jährlichen Kosten von 85 Millionen USD wurde das Programm 2022 beendet. |
| 64  | 2,5-m-Teleskop                                                                           | 2,5 m                  | Glasspiegel (Glaskeramik Zerodur)                                                         |      | Kaukasisches Gebirgs-Observatorium GAISCH der Lomonossow-Universität Moskau, Russland                           | 2112 m       | 2014       | Für das Spiegelteleskop nach Ritchey-Chrétien wurde von der Firma REOSC der Primärspiegel aus Zerodur, der Sekundärspiegel aus Quarzglas, ein optionaler Nasmyth-Spiegel aus Sitall und ein optionaler 3-linsiger Wynne-Korrektor wiederum aus Quarzglas geschliffen. Letzterer ermöglicht ein Sichtfeld von 40 Bogenminuten. |
| 65  | Wide Field Survey Telescope (WFST)                                                       | 2,5 m                  | Glasspiegel (Glaskeramik Zerodur)                                                         |      | Astronomische Beobachtungsbasis Lenghu, China                                                                   | 4200 m       | 2023       | Weites Sichtfeld von 3° durch einen 7-linsigen, 1,9 m langen Korrektor im Primärfokus, dessen größte Linse einen Durchmesser von 0,97 m hat. Das Teleskop erreicht eine Etendue von 29,3 und speist eine Kamera mit 900 MPixel. Wissenschaftliches Ziel ist die vielfache Durchmusterung des gesamten Nordhimmels, die jeweils innerhalb von drei Tage möglich ist. |
| 66  | Lijiang Teleskop                                                                         | 2,45 m                 | Glasspiegel (Glaskeramik Zerodur)                                                         |      | Gaomeigu, Astronomisches Observatorium Yunnan, China                                                            | 3193 m       | 2007       | Das als Ritchey-Chrétien-Spiegelteleskop ausgeführte Instrument war ehemals größtes Teleskop Ostasiens. |
| 67  | CHARA-Array                                                                              | 6 × 1 m ≙ 2,45 m       | Glasspiegel (Glaskeramik Sitall)                                                          |      | Mount-Wilson-Observatorium, Kalifornien, USA                                                                    | 1742 m       | 2002       | Interferometer, 6 × 1 m, interferometrische Basislänge 331 m. Ab dem Jahr 2005 gelangen Abbildungen von Oberflächen entfernter Sterne. |
| 68  | Hiltner                                                                                  | 2,4 m                  | Glasspiegel (Glaskeramik Cer-Vit)                                                         |      | Kitt Peak, Arizona, USA                                                                                         | 2095 m       | 1986       | Ritchey-Chrétien-Spiegelteleskop |
| 69  | Hubble Space Telescope                                                                   | 2,4 m                  | Glasspiegel (Glas ULE)                                                                    |      | Orbit | 558 km       | 1990       | Als Satellit außerhalb der Atmosphäre ungestört von deren Unruhe und Lichtabsorption für hohe Winkelauflösungen auch im Ultraviolett- und Infrarotspektralbereich genutzt. Der Hauptspiegel wurde aus der Glas ULE hergestellt und wiegt aufgrund gewichtsreduzierender Maßnahmen 828 Kilogramm. Einhergehend mit der für Weltraumoberservatorien sehr langen intensiven Betriebszeit von über 30 Jahren und der zwischenzeitlichen Reparaturen und Aufrüstung mit weiterentwickelten Instrumenten sind Kosten von über 10 Milliarden USD. |
| 70  | 2,4-m-Teleskop                                                                           | 2,4 m                  | Glasspiegel (Glas ULE)                                                                    |      | Magdalena-Ridge-Observatorium, USA                                                                              | 3180 m       | 2008       | Der Primärspiegel des Teleskops war für einen Aufklärungssatellit hergestellt worden, wurde dann jedoch dem Observatorium gestiftet. Der leichtgewichtige Spiegel erlaubt eine sehr schnelle Ausrichtung des Teleskops, wodurch sich Kometen, Asteroiden, Satelliten und Raketenflüge gut beobachten lassen. |
| 71  | Thai National Telescope Projekt                                                          | 2,4 m                  | Glasspiegel                                                                               |      | Doi Inthanon, Thailand                                                                                          | 2457 m       | 2012       | Größtes Teleskop Südostasiens. Ritchey–Chrétien-Spiegelteleskop, der Primärspiegel wurde von LZOS gefertigt. |
| 72  | Automated Planet Finder                                                                  | 2,4 m                  | Glasspiegel (Glaskeramik Sitall)                                                          |      | Lick-Observatorium, USA                                                                                         | 1280 m       | 2013       | Ein klassisches automatisiertes Cassegrain-Teleskop, das mit einem hochauflösenden Spektrographen von Exoplaneten hervorgerufene Bewegungen des Zentralsterns durch den Dopplereffekt detektieren kann. |
| 73  | Vainu-Bappu-Teleskop                                                                     | 2,34 m                 | Glasspiegel (Glaskeramik Zerodur)                                                         |      | Vainu-Bappu-Observatorium, Kavalur, Indien                                                                      | 0700 m       | 1986       | Ehemals größtes Teleskop Südasiens. |
| 74  | Wyoming Infrared Observatory (WIRO)                                                      | 2,3 m                  | Glasspiegel (Glaskeramik Cer-Vit)                                                         |      | Laramie (Wyoming), USA                                                                                          | 2948 m       | 1977       | Das speziell für Infrarotastronomie ausgelegte Teleskop war für rund 2 Jahre das größte derartige Instrument, und wurde dann von der NASA IRTF und dem UKIRT übertroffen. Durch einen vergleichsweise dünnen Hauptspiegel war es sehr kostengünstig. |
| 75  | ANU                                                                                      | 2,3 m                  | Glasspiegel (Glaskeramik Cer-Vit)                                                         |      | Siding-Spring-Observatorium, Australien                                                                         | 1165 m       | 1984       | |
| 76  | Aristarchos                                                                              | 2,3 m                  | Glasspiegel (Glaskeramik Sitall)                                                          |      | Aroania, Griechenland                                                                                           | 2340 m       | 2004       | Das Ritchey-Chrétien-Teleskop wurde von der Carl Zeiss AG gebaut. |
| 77  | Bok                                                                                      | 2,3 m                  | Glasspiegel (Quarzglas)                                                                   |      | Kitt Peak, Arizona, USA                                                                                         | 2095 m       | 1969       | Das Teleskop wurde im Jahr 2003 mit einem 4-linsigem Korrektor ausgestattet, womit es ein Sichtfeld von 1,1° × 1,1° und eine Etendue von 3,3 erreicht. |
| 78  | MPG/ESO-2,2-m-Teleskop                                                                   | 2,2 m                  | Glasspiegel (Glaskeramik Zerodur)                                                         |      | La-Silla-Observatorium, Chile                                                                                   | 2400 m       | 1984       | Das Ritchey-Chrétien-Teleskop ist seit 1999 mit einem Korrektor und einer dazu passenden CCD-Kamera Wide Field Imager ausgestattet und kann damit ein Bildfeld von 0,6° × 0,6° aufzeichnen. |
| 79  | MPI-CAHA                                                                                 | 2,2 m                  | Glasspiegel (Glaskeramik Zerodur)                                                         |      | Calar-Alto-Observatorium, Spanien                                                                               | 2168 m       | 1979       | Erstes Teleskop mit einem Zerodur-Spiegel. Ritchey-Chrétien-Teleskop, mit einem Korrektor lässt sich das Sichtfeld auf 1,1° erweitern. |
| 80  | UH                                                                                       | 2,2 m                  | Glasspiegel (Quarzglas)                                                                   |      | Mauna-Kea-Observatorium, Hawaii                                                                                 | 4200 m       | 1970       | Der Hauptspiegel des Spiegelteleskops wurde von Firma Corning aus Quarzglas hergestellt. |
| 81  | 2,16-m-Teleskop                                                                          | 2,16 m                 | Glasspiegel (Glaskeramik Cer-Vit)                                                         |      | Xinglong Station, China                                                                                         | 0960 m       | 1989       | Das Ritchey-Chrétien-Spiegelteleskop war ehemals das größte Teleskop in Ostasien. |
| 82  | Jorge Sahade Teleskop                                                                    | 2,15 m                 | Glasspiegel                                                                               |      | Astronomische Einrichtung Leoncito, Argentinien                                                                 | 2552 m       | 1987       | |
| 83  | Grand Interféromètre à 2 Télescopes (GI2T)                                               | 2 × 1,52 m ≙ 2,15 m    |                                                                                           |      | Observatoire de Calern, Frankreich                                                                              | 1270 m       | 1985       | Interferometer aus zwei 1,52-m-Spiegeln, Basislänge bis 65 m |
| 84  | INAOE                                                                                    | 2,12 m                 |                                                                                           |      | Astrophysikalisches Observatorium Guillermo Haro, Mexiko                                                        | 2480 m       | 1987       | |
| 85  | UNAM                                                                                     | 2,12 m                 | Glasspiegel (Glaskeramik Cer-Vit)                                                         |      | Sierra San Pedro Mártir, Mexiko                                                                                 | 2830 m       | 1979       | [ 83 ] |
| 86  | Fraunhofer-Teleskop                                                                      | 2,1 m                  | Glasspiegel (Glaskeramik Sitall)                                                          |      | Observatorium Wendelstein, Deutschland (Bayern)                                                                 | 1838 m       | 2012       | Größtes Teleskop in Deutschland |
| 87  | KPNO 2,1 m                                                                               | 2,1 m                  | Glasspiegel (Pyrex)                                                                       |      | Kitt Peak, Arizona, USA                                                                                         | 2095 m       | 1964       | Mit dem Ritchey-Chrétien-Spiegelteleskop gelang 1979 erstmals die Beobachtung einer Gravitationslinse. |
| 88  | Otto Struve Telescope                                                                    | 2,08 m                 | Glasspiegel (Pyrex)                                                                       |      | McDonald Observatory, Texas, USA                                                                                | 2104 m       | 1939       | Bei Fertigstellung weltweit zweitgrößtes Teleskop. Für den Teleskopspiegel wurde von Corning dass Glas Pyrex verwendet. Mit dem Teleskop gelang unter anderem die Entdeckung von Nereid, Neptuns zweitgrößtem Mond, und einem Uranus-Mond, Miranda, wie auch die Entdeckung von Kohlendioxid in der Mars-Atmosphäre und Methan in der Atmosphäre des Saturnmondes Titan. |
| 89  | Teleskop Bernard Lyot                                                                    | 2,06 m                 |                                                                                           |      | Pic-du-Midi-Observatorium, Pyrenäen, Frankreich                                                                 | 2877 m       | 1980       | größtes Teleskop in Frankreich |
| 90  | T13 2,0 m AST                                                                            | 2,06 m                 | Glasspiegel (Glaskeramik Cer-Vit)                                                         |      | Fairborn Observatory, Washington Camp, Arizona (TSU AAG)                                                        | 1800 m       | 2003       | [ 89 ] |
| 91  | Hanle                                                                                    | 2,01 m                 | Glasspiegel (Glas ULE)                                                                    |      | Indian Astronomical Observatory, Indien                                                                         | 4500 m       | 2000       | Teleskop im West-Himalaya |
| 92  | Alfred-Jensch-Teleskop                                                                   | 2,0 m                  | Glasspiegel (Glas Schott ZK7, Glaskeramik Sitall ab 1986) bedarfsweise mit Schmidt-Platte |      | Thüringer Landessternwarte Tautenburg, Deutschland                                                              | 0342 m       | 1960       | D = 1,38 m als Schmidt-Teleskop, größtes Schmidt-Teleskop, sehr großes Sichtfeld. Der Hauptspiegel wurde in den Jahren 1985-1986 gegen einen verbesserten aus der Glaskeramik Sitall getauscht. |
| 93  | Carl Zeiss, Jena                                                                         | 2,0 m                  | Glasspiegel                                                                               |      | Sternwarte Ondřejov, Tschechische Republik                                                                      | 0500 m       | 1967       | |
| 94  | Carl Zeiss, Jena                                                                         | 2,0 m                  | Glasspiegel                                                                               |      | Astrophysikalisches Observatorium Şamaxı, Republik Aserbaidschan                                                | 1435 m       | 1966       | |
| 95  | Carl Zeiss, Jena                                                                         | 2,0 m                  | Glasspiegel                                                                               |      | Rožen-Observatorium, Bulgarien                                                                                  | 1759 m       | 1980       | |
| 96  | Zeiss-2000                                                                               | 2,0 m                  | Glasspiegel                                                                               |      | Hauptobservatorium der Nationalen Akademie der Wissenschaften der Ukraine, Terskol                              | 3100 m       | 1995       | [ 93 ] |
| 97  | Multicolor Active Galactic Nuclei Monitoring (MAGNUM)                                    | 2,0 m                  | Glasspiegel (Glas ULE)                                                                    |      | Haleakalā, Hawaii                                                                                               | 3000 m       | 2001       | Ein dediziertes Teleskop zur Untersuchung aktiver Galaxienkerne, betrieben bis 2008 (Die Teleskopkuppel wurde danach für Pan-STARRS2 genutzt). |
| 98  | Faulkes Telescope North                                                                  | 2,0 m                  | Glasspiegel (Glaskeramik Sitall)                                                          |      | Haleakalā, Hawaii                                                                                               | 3000 m       | 2003       | Die Teleskope Faulkes, Liverpool und IUCAA wurden von Telescope Technologies Ltd. in Liverpool gefertigt und sind als Ritchey-Chrétien-Spiegelteleskop ausgeführt. Faulkes und Liverpool sind automatisiert und können aus der Ferne betrieben werden. |
| 99  | Faulkes Telescope South                                                                  | 2,0 m                  | Glasspiegel (Glaskeramik Sitall)                                                          |      | Siding-Spring-Observatorium, Australien                                                                         | 1165 m       | 2004       | Die Teleskope Faulkes, Liverpool und IUCAA wurden von Telescope Technologies Ltd. in Liverpool gefertigt und sind als Ritchey-Chrétien-Spiegelteleskop ausgeführt. Faulkes und Liverpool sind automatisiert und können aus der Ferne betrieben werden. |
| 100 | Liverpool                                                                                | 2,0 m                  | Glasspiegel (Glaskeramik Sitall)                                                          |      | Roque de los Muchachos, La Palma, Kanarische Inseln                                                             | 2396 m       | 2004       | Die Teleskope Faulkes, Liverpool und IUCAA wurden von Telescope Technologies Ltd. in Liverpool gefertigt und sind als Ritchey-Chrétien-Spiegelteleskop ausgeführt. Faulkes und Liverpool sind automatisiert und können aus der Ferne betrieben werden. |
| 101 | IUCAA telescope                                                                          | 2,0 m                  | Glasspiegel (Glaskeramik Sitall)                                                          |      | IUCAA-Girawali-Observatorium, Indien                                                                            | 1000 m       | 2006       | Die Teleskope Faulkes, Liverpool und IUCAA wurden von Telescope Technologies Ltd. in Liverpool gefertigt und sind als Ritchey-Chrétien-Spiegelteleskop ausgeführt. Faulkes und Liverpool sind automatisiert und können aus der Ferne betrieben werden. |
| 102 | NAYUTA                                                                                   | 2,0 m                  | Glasspiegel                                                                               |      | Sternwarte Nishi-Harima, Japan                                                                                  | 0449 m       | 2004       | Hergestellt von Mitsubishi Electric |
| 103 | Télescope de 193cm                                                                       | 1,93 m                 | Glasspiegel                                                                               |      | Observatoire de Haute-Provence, Frankreich                                                                      | 0650 m       | 1958       | Seinerzeit größtes Teleskop Europas. Das Spiegelteleskop wurde von Sir Howard Grubb, Parsons and Co. hergestellt, der Spiegel aus dem gleichen Glas der Firma Saint-Gobain wie für das Hooker-Teleskop. Mit dem Teleskop gelang im Jahr 1995 die – mit einem Nobelpreis ausgezeichnete – erste Entdeckung eines Exoplaneten. |
| 104 | 1,9 m Radcliffe Telescope                                                                | 1,9 m                  | Glasspiegel (Pyrex)                                                                       |      | South African Astronomical Obs., Südafrika                                                                      | 1760 m       | 1948       | Das Spiegelteleskop wurde von Sir Howard Grubb, Parsons and Co. hergestellt. Der Guss des Spiegels aus dem Glas Pyrex gelang erst im dritten Versuch. Das Teleskop wurde zunächst am Radcliffe Observatory (Pretoria) betrieben, bis städtische Nachtbeleuchtung einen Umzug 1974 erzwangen. |
| 105 | 188 cm telescope                                                                         | 1,88 m                 | Glasspiegel (Pyrex)                                                                       |      | Okayama Astrophysical Observatory, Japan                                                                        | 0372 m       | 1960       | Das Spiegelteleskop wurde von Sir Howard Grubb, Parsons and Co. hergestellt, mit einem Hauptspiegel aus dem Glas Pyrex. Bei Fertigstellung größtes Teleskop in Japan (Das größte Teleskop des japanischen nationalen astronomischen Observatoriums NAOJ, Subaru, befindet sich aufgrund der sehr guten atmosphärischen Bedingungen auf dem Mauna Kea). |
| 106 | DDO 1,88 m                                                                               | 1,88 m                 | Glasspiegel (Pyrex)                                                                       |      | David Dunlap Observatory, Ontario, Kanada                                                                       | 0238 m       | 1935       | Größtes aktives Teleskop Kanadas und einst zweitgrößtes Teleskop der Welt. Das Spiegelteleskop wurde von Sir Howard Grubb, Parsons and Co. hergestellt mit einem Spiegel aus dem – damals für Großteleskope neuartigen – Glas Pyrex und ist das erste einer Familie ähnlicher Teleskope in Südafrika, Australien, Frankreich, Japan und Ägypten. Es wurde unter anderem für die Distanzbestimmung von Kugelsternhaufen, zur Erforschung von Zwerggalaxien, und zur Klärung der Natur von Cygnus X-1 als Schwarzes Loch eingesetzt. Beeinträchtigt durch die Nähe zu Toronto wird es immer seltener für wissenschaftliche Beobachtungen genutzt, jedoch werden Interessierten Führungen angeboten. |
| 107 | 74″ reflector                                                                            | 1,88 m                 | Glasspiegel                                                                               |      | Mount Stromlo Observatory, Australien                                                                           | 0770 m       | 1955       | Das Spiegelteleskop wurde von Sir Howard Grubb, Parsons and Co. hergestellt. Es wurde 2003 bei einem Waldbrand zerstört. |
| 108 | Kottamia telescope 1,88 m                                                                | 1,88 m                 | Glasspiegel (Duran, Zerodur ab 1997)                                                      |      | Kottamia Astronomical Observatory, Ägypten                                                                      | 0476 m       | 1964       | Größtes Teleskop Kontinental-Nordafrikas. Das Spiegelteleskop wurde von Sir Howard Grubb, Parsons and Co. mit einem Hauptspiegel aus Duran-Glas gefertigt, der aufgrund einer Beschädigung im Jahr 1989 dann von Zeiss durch einen Spiegel aus Zerodur ersetzt wurde. |
| 109 | 1,8 m Ritchey Chretien reflector                                                         | 1,84 m                 | Glasspiegel (Glaskeramik Zerodur)                                                         |      | Bohyunsan Optical Astronomy Observatory, Korea                                                                  | 1127 m       | 1996       | [ 110 ] |
| 110 | Vatican Advanced Technology Telescope (VATT)                                             | 1,83 m                 | Glasspiegel (Borsilikatglas Ohara E6)                                                     |      | Mount Graham, Arizona, USA                                                                                      | 3178 m       | 1993       | Erstes Teleskop mit einem von dem Richard F. Caris Mirror Laboratory hergestellten Spiegel, der bereits während des Gusses durch langsame Rotation der Gussform parabolisiert wurde. |
| 111 | Perkins Telescope                                                                        | 1,75 m ab 1964: 1,83 m | Glasspiegel (Duran, ab 1964)                                                              |      | Perkins Observatory, Ohio, USA ab 1961: Lowell Observatory, Anderson Mesa, USA                                  | 0280 m       | 1931       | Seinerzeit drittgrößtes Teleskop weltweit, der Hauptspiegel wurde United States Bureau of Standards gegossen. 1961 zum Lowell-Observatorium verlegt, 1964 wurde der Hauptspiegel durch einen 72 Zoll-Spiegel aus Duranglas ersetzt. |
| 112 | Plaskett telescope                                                                       | 1,83 m                 | Glasspiegel                                                                               |      | Dominion Astrophysical Observatory, Kanada                                                                      | 0238 m       | 1918       | Spiegelteleskop, ehemals weltweit zweitgrößtes Teleskop (nach dem 2,5 m durchmessendem Hooker-Teleskop) |
| 113 | 6-Feet Telescope (Leviathan)                                                             | 1,83 m                 | Metallspiegel                                                                             |      | Birr (Irland)                                                                                                   | 0075 m       | 1845       | Bereits 1845 gelang damit die Entdeckung der Spiralstruktur in einigen Nebeln, die später dann als Spiralgalaxien erkannt wurden. Bis 1878 genutzt, 1908 demontiert, 1999 restauriert. |
| 114 | Copernico 182 cm                                                                         | 1,82 m                 | Glasspiegel (Duran)                                                                       |      | Osservatorio Astrofisico di Asiago, Italien                                                                     | 1045 m       | 1976       | [ 114 ] |
| 115 | CCD Transit Instrument                                                                   | 1,80 m                 | Glasspiegel (Glas ULE)                                                                    |      | Kitt Peak National Observatory, USA                                                                             | 2095 m       | 1984       | Paul-Baker, bis 1992 in Betrieb |
| 116 | Sandy Cross Telescope                                                                    | 1,80 m                 | Glasspiegel (Borsilikatglas)                                                              |      | Rothney Astrophysical Observatory, Kanada                                                                       | 1269 m       | 1996       | Anfangs (1987) mit einem Metallspiegel mit 1,5 m Durchmesser ausgestattet, wurde dieser 1996 durch einen Glasspiegel mit 1,8 m Durchmesser ersetzt. Der Glasspiegel war ein erstes Muster des späteren Richard F. Caris Mirror Laboratory, bereits mit Bienenwabenstruktur, aber noch ohne Rotationsguss. |
| 117 | Spacewatch 1.8-m Telescope                                                               | 1,8 m                  | Glasspiegel (Quarzglas)                                                                   |      | Kitt Peak National Observatory, USA                                                                             | 2095 m       | 2001       | Der Hauptspiegel entstammt dem Multiple-Mirror Telescope. |
| 118 | VLT Auxiliary Telescope 1.8                                                              | 1,8 m                  | Glasspiegel (Glaskeramik Zerodur)                                                         |      | Paranal-Observatorium, Chile                                                                                    | 2635 m       | 2006       | |
| 119 | VLT Auxiliary Telescope 1.8                                                              | 1,8 m                  | Glasspiegel (Glaskeramik Zerodur)                                                         |      | Paranal-Observatorium, Chile                                                                                    | 2635 m       | 2006       | |
| 120 | VLT Auxiliary Telescope 1.8                                                              | 1,8 m                  | Glasspiegel (Glaskeramik Zerodur)                                                         |      | Paranal-Observatorium, Chile                                                                                    | 2635 m       | 2006       | |
| 121 | VLT Auxiliary Telescope 1.8                                                              | 1,8 m                  | Glasspiegel (Glaskeramik Zerodur)                                                         |      | Paranal-Observatorium, Chile                                                                                    | 2635 m       | 2006       | |
| 122 | Pan-STARRS 1                                                                             | 1,8 m                  | Glasspiegel (Glas ULE)                                                                    |      | Haleakalā, Hawaii                                                                                               | 3000 m       | 2006       | Das Teleskop hat ein großes Sichtfeld von 3° durch die Kombination von 2 Spiegeln ähnlich einem Ritchey-Chrétien-Teleskop, gefolgt von einem 3-linsigen Korrektor. Es hat so eine Etendue von 13. |
| 123 | Pan-STARRS 2                                                                             | 1,8 m                  | Glasspiegel (Glas ULE)                                                                    |      | Haleakalā, Hawaii                                                                                               | 3000 m       | 2018       | Das Teleskop hat ein großes Sichtfeld von 3° durch die Kombination von 2 Spiegeln ähnlich einem Ritchey-Chrétien-Teleskop, gefolgt von einem 3-linsigen Korrektor. Es hat so eine Etendue von 13. |
| 124 | Microlensing Observations in Astrophysics                                                | 1,8 m                  |                                                                                           |      | Mount John University Observatory, Neuseeland                                                                   | 1029 m       | 2004       | |
| 125 | 1,8-m-Teleskop                                                                           | 1,8 m                  |                                                                                           |      | Astronomisches Observatorium Yunnan, China                                                                      | 3193 m       | 2009       | |
| 126 | KH-12                                                                                    | 1,8 m                  | Glasspiegel                                                                               |      | Utah, USA |              | 2013       | Größtes Amateurteleskop, größtes Dobson-Teleskop. Der Spiegel wurde für einen Aufklärungssatelliten gefertigt, aber bei der Produktion leicht beschädigt und dann durch eine Auktion an den Konstrukteur des Teleskops veräußert. |
| 127 | China Large Solar Telescope                                                              | 1,8 m                  | Glasspiegel (Quarzglas)                                                                   |      | China |              | 2020       | Der leichtgewichtige, hierfür rückseitig mit einer Bienenwabenstruktur versehene Spiegel kann die Sonnenwärme aktiv abführen und die Temperatur kann bis auf weniger als ein Grad genau eingestellt werden. |
| 128 | 1,65 m-Teleskop                                                                          | 1,65 m                 | Glasspiegel (Glaskeramik Sitall)                                                          |      | Astronomisches Observatorium Molėtai, Litauen                                                                   | 0220 m       | 1991       | |
| 129 | McMath-Pierce Solar Telescope                                                            | 1,61 m                 | Aluminium (verspiegelt)                                                                   |      | Kitt Peak National Observatory, Arizona, USA                                                                    | 2095 m       | 1962       | Zur Sonnenbeobachtung. Der Strahlengang des unbeweglichen Teleskops wird mittels eines Heliostats ausgerichtet. Der Aluminumspiegelträger ist mit besser polierbarem Nickel beschichtet, welches dann mit einer dünnen Spiegelschicht wiederum aus Aluminium versehen ist. |
| 130 | BBO NST                                                                                  | 1,6 m                  | Glasspiegel (Glaskeramik Zerodur)                                                         |      | Big Bear Solar Observatory, California, USA                                                                     | 2067 m       | 2009       | Zur Sonnenbeobachtung. Eine Georgy-Teleskop in Off-Axis Anordnung, wodurch der Sekundärspiegel den Primärspiegel nicht verdeckt. |
| 131 | AZT-33                                                                                   | 1,6 m                  |                                                                                           |      | Sajan-Sonnenobservatorium, Sibirien, Russland                                                                   | 0832 m       | 1981       | |
| 132 | AZT-33VM                                                                                 | 1,6 m                  |                                                                                           |      | Sajan-Sonnenobservatorium, Sibirien, Russland                                                                   | 0832 m       | 2016       | Ein modifiziertes Ritchey-Chrétien-Spiegelteleskop, dem zwei Linsen zwischen Sekundärspiegel und Fokusebene hinzugefügt wurden, wodurch es eine einen Sichtfeld von 2,8° aufweist. Durch eine Bildebene vor dem Hauptspiegel, konnte zudem der Sekundärspiegel relativ klein, mit wenig Obstruktion ausgeführt werden. |
| 133 | 1.6 m Perkin Elmer                                                                       | 1,6 m                  |                                                                                           |      | Observatório do Pico dos Dias, Minas Gerais, Brasilien                                                          | 1870 m       | 1981       | |
| 134 | Observatoire du Mont-Mégantic                                                            | 1,6 m                  |                                                                                           |      | Observatoire du Mont Mégantic, Québec, Kanada                                                                   | 1114 m       | 1978       | |
| 135 | KMT-CTIO                                                                                 | 1,6 m                  | Glasspiegel (Glaskeramik Zerodur)                                                         |      | Cerro Tololo Inter-American Observatory, Cerro Pachón, Chile                                                    | 2740 m       | 2015       | Die Teleskope KMT-CTIO, KMT-SAAO und KMT-SSO bilden das KMTNet: Durch ihre Standorte rund um den Globus kann eine Himmelsregion trotz der Erddrehung durchgehend beobachtet werden. Die Spiegelteleskope sind mit einem 4-linsigen Korrektor und einer 340 Megapixel-CCD-Kamera im Primärfokus zur Beobachtung einer Himmelsregion von 2° × 2° ausgestattet. Das primäre wissenschaftliche Ziel ist die Entdeckung von Exoplaneten durch von diesen hervorgerufenes Microlensing. |
| 136 | KMT-SAAO                                                                                 | 1,6 m                  | Glasspiegel (Glaskeramik Zerodur)                                                         |      | South African Astronomical Observatory, Südafrika                                                               | 1760 m       | 2015       | Die Teleskope KMT-CTIO, KMT-SAAO und KMT-SSO bilden das KMTNet: Durch ihre Standorte rund um den Globus kann eine Himmelsregion trotz der Erddrehung durchgehend beobachtet werden. Die Spiegelteleskope sind mit einem 4-linsigen Korrektor und einer 340 Megapixel-CCD-Kamera im Primärfokus zur Beobachtung einer Himmelsregion von 2° × 2° ausgestattet. Das primäre wissenschaftliche Ziel ist die Entdeckung von Exoplaneten durch von diesen hervorgerufenes Microlensing. |
| 137 | KMT-SSO                                                                                  | 1,6 m                  | Glasspiegel (Glaskeramik Zerodur)                                                         |      | Siding-Spring-Observatorium, Australien                                                                         | 1165 m       | 2015       | Die Teleskope KMT-CTIO, KMT-SAAO und KMT-SSO bilden das KMTNet: Durch ihre Standorte rund um den Globus kann eine Himmelsregion trotz der Erddrehung durchgehend beobachtet werden. Die Spiegelteleskope sind mit einem 4-linsigen Korrektor und einer 340 Megapixel-CCD-Kamera im Primärfokus zur Beobachtung einer Himmelsregion von 2° × 2° ausgestattet. Das primäre wissenschaftliche Ziel ist die Entdeckung von Exoplaneten durch von diesen hervorgerufenes Microlensing. |
| 138 | 1.6-m Pirka Telescope                                                                    | 1,6 m                  | Glasspiegel (Glaskeramik Sitall)                                                          |      | Nayoro Observatory, Hokkaido University, Japan                                                                  |              | 2010       | [ 138 ] [ 139 ] |
| 139 | Maui Space Surveillance System 1.6 m Telescope                                           | 1,57 m                 |                                                                                           |      | Haleakalā, Hawaii                                                                                               | 3000 m       | 1966       | |
| 140 | MEPHISTO                                                                                 | 1,6 m                  | Glasspiegel (Glaskeramik Clearceram)                                                      |      | Lijiang, China                                                                                                  |              | 2022       | Ritchey-Chrétien-Spiegelteleskop, optimiert zur Himmelsdurchmusterung, mit einem 3-linsigen Korrektor für ein Sichtfeld von 2°, gefolgt von drei dichriotischen Prismen zur Farbaufspaltung, wodurch drei Spektralbereiche gleichzeitig beobachtet werden können. |
| 141 | 1,56-m-Teleskop                                                                          | 1,56 m                 |                                                                                           |      | Astronomisches Observatorium Shanghai (Sheshan), China                                                          | 0100 m       | 1988       | |
| 142 | Kaj Strand Telescope                                                                     | 1,55 m                 | Glasspiegel (Quarzglas)                                                                   |      | USNO Flagstaff Station, Arizona, USA                                                                            | 2316 m       | 1964       | Der geforderte, seinerzeit weltgrößte Quarzspiegel konnte aufgrund der gewünschten Dicke nur durch ein Laminat von 4 Scheiben von der Firma Corning erfolgreich hergestellt werden. |
| 143 | 61" Kuiper Telescope                                                                     | 1,55 m                 |                                                                                           |      | Steward Observatory, Arizona, USA                                                                               | 2518 m       | 1965       | [ 144 ] |
| 144 | Oak Ridge Observatory 61" reflector                                                      | 1,55 m                 | Glasspiegel (Pyrex, ab 1936)                                                              |      | Oak Ridge Observatory, Massachusetts, USA                                                                       | 0185 m       | 1933       | Commons 60 Zoll Glasspiegel wurde 1936 durch einen 61 Zoll Spiegel aus Pyrex ersetzt. |
| 145 | Estación Astrofísica de Bosque Alegre                                                    | 1,54 m                 |                                                                                           |      | Estación Astrofísica de Bosque Alegre, Argentinien                                                              | 1350 m       | 1942       | Der Bau des seinerzeit größten Teleskops der Südhalbkugel wurde 1912 von Argentinien beauftragt aber erst 1942 fertiggestellt. |
| 146 | Toppo Telescope No. 1 (TT1)                                                              | 1,537 m                |                                                                                           |      | Osservatorio astronomico di Castelgrande, Italien                                                               | 1250 m       | 2008       | |
| 147 | A. A. Common 60 inch Telescope                                                           | 1,524 m                | Glasspiegel                                                                               |      | London, England ab 1905: Harvard College Observatory, Massachusetts, USA ab 1931: Boyden Observatory, Südafrika |              | 1888       | Seinerzeit weltgrößtes betriebenes Teleskop. 1905 vom Harvard College Observatory gekauft und dort errichtet (Bild), dann als Harvard 60-inch Reflector bezeichnet; 1931 als 1,5-m-UFS-Boyden-Rockefeller-Reflektor nach Südafrika verlegt. Der Ersatzspiegel dem Perkins Observatory geliehen und kurz darauf im Oak Ridge reflector verbaut |
| 148 | Hale 60-Inch Telescope                                                                   | 1,524 m                | Glasspiegel                                                                               |      | Mount-Wilson-Observatorium, Kalifornien, USA                                                                    | 1742 m       | 1908       | Ehemals weltgrößtes aktives Teleskop. Der 806 kg schwere Glasspiegel wurde von der Firma Saint-Gobain in Frankreich gegossen, Schliff und Politur gelangen aber erst im zweiten Anlauf. Mit dem Spiegelteleskop konnte Harlow Shapley die Größe der Milchstraße und die Lage des Galaktischen Zentrums, zuvor nahe dem Sonnensystem angenommen, anhand der Entfernung von Kugelsternhaufen bestimmen. |
| 149 | FLWO 1.5 m Tillinghast                                                                   | 1,52 m                 | Glasspiegel (Duran)                                                                       |      | Fred-Lawrence-Whipple-Observatorium, Arizona, USA                                                               | 2606 m       | 1994       | [ 154 ] |
| 150 | Telescopio Carlos Sánchez (TCS)                                                          | 1,52 m                 | Glasspiegel                                                                               |      | Observatorio del Teide, Kanaren, Spanien                                                                        | 2400 m       | 1971       | Das Dall-Kirkham-Spiegelteleskop für Infrarot-Astronomie wurde von Sir Howard Grubb, Parsons and Co. gefertigt. Erstes Teleskop mit einem dünnen Hauptspiegel mit einem Dicken zu Durchmesserverhältnis von 1:12. |
| 151 | OHP 1,52                                                                                 | 1,52 m                 | Glasspiegel (Borsilikatglas)                                                              |      | Observatoire de Haute-Provence, Frankreich                                                                      | 0650 m       | 1967       | Gefertigt von REOSC. |
| 152 | Mt. Lemmon 60" Dahl-Kirkham Telescope                                                    | 1,52 m                 | Metallspiegel, (Aluminium) ab 1974: Glasspiegel (Glaskeramik Cer-Vit)                     |      | Steward Obs. (Mt. Lemmon), Arizona, USA                                                                         | 2790 m       | 1970       | Ein Dall-Kirkham-Spiegelteleskop, das anfangs mit einem Spiegel aus Aluminium ausgestattet war, der 1974 durch einen Spiegel aus der Glaskeramik Cer-Vit ersetzt wurde. |
| 153 | Steward Observatory 60" Cassegrain Telescope                                             | 1,52 m                 | Metallspiegel (Aluminium), ab 1977: Glasspiegel (Glaskeramik Cer-Vit)                     |      | Steward Obs. (Catalina Station Site II), Arizona, USA                                                           | 2512 m       | 1969       | ab 1972 im Mount-Lemmon-Observatorium |
| 154 | OAN 1.52 m                                                                               | 1,52 m                 |                                                                                           |      | Calar-Alto-Observatorium, Almería, Spanien                                                                      | 2168 m       | 1977       | Gefertigt von REOSC. |
| 155 | ESO 1.52 m                                                                               | 1,52 m                 | Glasspiegel (Borsilikatglas)                                                              |      | La-Silla-Observatorium, Chile                                                                                   | 2400 m       | 1968       | Gefertigt von REOSC; Schwesterinstrument zum OHP 1.52. Von 2002 bis 2022 außer Betrieb, danach aufgerüstet mit einem hochauflösenden Spektrographen zur Unterstützung der Weltraumteleskope PLATO und ARIEL zur Erforschung von Exoplaneten. |
| 156 | 1.52 m G.D. Cassini                                                                      | 1,52 m                 | Glasspiegel (Borsilikatglas)                                                              |      | Mount Orzale, Italien                                                                                           | 0800 m       | 1976       | Gefertigt von REOSC. Schwesterinstrument zum OHP 1.52 und ESO 1.52 |
| 157 | Telescopio 1.5 m                                                                         | 1,5 m                  | Metallspiegel (Aluminium), später: Glasspiegel (Glaskeramik Cer-Vit)                      |      | Observatorio Astronómico Nacional, Sierra de San Pedro Mártir, Mexiko                                           | 2830 m       | 1970       | Das Ritchey-Chrétien-Spiegelteleskop war ursprünglich mit einem Hauptspiegel aus Aluminium ausgestattet, der später durch einen aus der Glaskeramik Cervit ersetzt wurde. |
| 158 | TIRGO                                                                                    | 1,5 m                  | Glasspiegel (Glaskeramik Zerodur)                                                         |      | Hochalpine Forschungsstation Gornergrat, Schweiz                                                                | 3120 m       | 1979       | Größtes Teleskop in der Schweiz, die Optik wurde von der Firma REOSC gefertigt. Seit 2005 außer Betrieb. |
| 159 | AZT-22                                                                                   | 1,5 m                  |                                                                                           |      | Maidanak-Observatorium, Usbekistan                                                                              | 2593 m       | 1972       | Größtes Teleskop Zentralasiens neben dem AZT-20 im Obserwatorija Assy-Turgen, Kasachstan. |
| 160 | RTT150 (ex-AZT-22)                                                                       | 1,5 m                  | Glasspiegel (Glaskeramik Sitall)                                                          |      | TUBITAK National Obs., Türkei                                                                                   | 2450 m       | 1997       | [ 172 ] |
| 161 | AZT-12                                                                                   | 1,5 m                  |                                                                                           |      | Tartu Observatoorium, Estland                                                                                   | 0077 m       | 1976       | |
| 162 | Danish 1,5 m                                                                             | 1,5 m                  | Glasspiegel (Glaskeramik Cer-Vit)                                                         |      | La-Silla-Observatorium, Chile                                                                                   | 2400 m       | 1979       | Hergestellt von dem Unternehmen Sir Howard Grubb, Parsons and Co. |
| 163 | Hexapod-Teleskop                                                                         | 1,5 m                  | Glasspiegel (Glaskeramik Zerodur)                                                         |      | Cerro Armazones, Antofagasta Region, Chile                                                                      | 3064 m       | 2005       | Die Ausrichtung des Teleskops erfolgt über einen namensgebenden Hexapod |
| 164 | OSN 1,5 m                                                                                | 1,5 m                  | Glasspiegel (Glaskeramik V02)                                                             |      | Observatorio de Sierra Nevada, Granada, Spanien                                                                 | 2896 m       | 1992       | |
| 165 | GREGOR solar/night telescope                                                             | 1,5 m                  | Glasspiegel (Glaskeramik Zerodur)                                                         |      | Observatorio del Teide, Teneriffa, Spanien                                                                      | 2400 m       | 2012       | Hauptsächlich für Sonnenbeobachtungen. Der Hauptspiegel aus der Glaskeramik Zerodur kann aktiv gekühlt werden. |
| 166 | SMARTS 1.5-m Telescope                                                                   | 1,5 m                  |                                                                                           |      | Cerro Tololo Inter-American Observatory, Chile                                                                  | 2200 m       | 1968       | [ 177 ] |
| 167 | Gunma Astronomical Observatory 1.5 m telescope                                           | 1,5 m                  |                                                                                           |      | Gunma Astronomical Observatory, Japan                                                                           | 0885 m       | 1999       | [ 178 ] [ 179 ] |
| 168 | 1,5 m RC-Teleskop                                                                        | 1,5 m                  | Glasspiegel (Duran)                                                                       |      | Leopold Figl-Observatorium, Österreich                                                                          | 0882 m       | 1969       | Größtes Teleskop in Österreich |
| 169 | KANATA                                                                                   | 1,5 m                  | Glasspiegel (Glas ULE)                                                                    |      | Higashi-Hiroshima Observatory, Japan                                                                            | 0503 m       | 1994       | Bis 2006 als Infrared Simulator im NAOJ, Mitaka-Campus |
| 170 | Starfire-Optical-Range-1,5-m-Teleskop                                                    | 1,5 m                  |                                                                                           |      | Kirtland AFB, New Mexico, USA                                                                                   | 1600 m       | 1994       | militärisch |
| 171 | AZT-20                                                                                   | 1,5 m                  |                                                                                           |      | Obserwatorija Assy-Turgen, Kasachstan                                                                           |              | 2016       | Der Bau des Teleskops begann in den 1990ern, konnte jedoch aufgrund von finanziellen Schwierigkeiten in Zusammenhang mit der Auflösung der Sowjetunion erst 2016 fertiggestellt werden. Größtes Teleskop in Zentralasien neben dem AZT-22 im Maidanak-Observatorium, Usbekistan. |
|     | Zeiss 122 cm                                                                             | 1,22 m                 | Glasspiegel                                                                               |      | Berlin-Babelsberg, Deutschland Krim-Observatorium, Sowjetunion/Ukraine nach 1945                                |              | 1924       | Seinerzeit größtes Teleskop außerhalb Nordamerikas. Als Reparation nach dem 2. Weltkrieg an die Sowjetunion übergeben. |
|     | 1-Meter-Spiegel                                                                          | 1,00 m                 | Glasspiegel                                                                               |      | Hamburger Sternwarte, Deutschland                                                                               |              | 1911       | Bis 1920 und von 1946 bis 1960 war es das größte Teleskop in Deutschland und eines der größten weltweit außerhalb der USA zusammen mit den 1,2 m Teleskopen in Paris und Melbourne und dem 1 m Teleskop in Meudon. Hergestellt von der Firma Zeiss |
|     | Waltz-Teleskop                                                                           | 0,72 m                 | Glasspiegel                                                                               |      | Landessternwarte Heidelberg-Königstuhl, Deutschland                                                             | 0568 m       | 1906       | Seinerzeit in Deutschland zweitgrößtes Teleskop und größtes Spiegelteleskop, hergestellt von der Firma Zeiss. Es wurde 2017 mit einem Echelle-Spektrograph ausgestattet. |
|     | 1,25-m-Refraktor                                                                         | 1,25 m                 | Achromat                                                                                  |      | Paris, Frankreich                                                                                               |              | 1900       | Größtes jemals gebautes Linsenteleskop. Das achromatische Linsenteleskop selbst war mit einer Länge von 57 m unbeweglich, horizontal montiert und wurde mit einem Siderostat auf ein Himmelsobjekt ausgerichtet. Nach einem einjährigen Betrieb auf der Weltausstellung 1900 wurde es abgebaut und nicht wieder genutzt. |
|     | Yerkes-Refraktor                                                                         | 1,02 m                 | Achromat                                                                                  |      | Yerkes-Observatorium, Wisconsin, USA                                                                            |              | 1897       | Größtes gegenwärtiges Linsenteleskop. Die schwierige Herstellung der Linsensenrohlinge für das achromatische Duplett gelang Édouard Mantois. Die Firma Alvan Clark & Sons schliff die Optik. Warner & Swasey Company fertigte die Montierung. |
|     |                                                                                          | 1,00 m                 | Glasspiegel                                                                               |      | Meudon, Frankreich                                                                                              |              | 1891       | Seinerzeit weltweit viertgrößtes Teleskop (nach dem Leviathan, Commons 5 foot und dem Great Melbourne Telescope), größtes Teleskop außerhalb des British Empire |
|     | Great Lick Refractor                                                                     | 0,91 m                 | Achromat                                                                                  |      | Lick-Observatorium, USA                                                                                         | 1300 m       | 1888       | Achromatisches Linsenteleskop. Die Herstellung eines der beiden Linsenrohlingen gelang der führenden Firma von Charles Feil erst nach 18 oder 30 Versuchen. Sie wurde dann von der Firma Alvan Clark & Sons geschliffen; die Warner & Swasey Company stellte das Teleskoprohr und die Montierung her. Um je nach Ausrichtung der Fernrohs das Okular für den Beobachter erreichbar zu machen, konnte der gesamte Boden des Observatoriums hydraulisch um 5 m in der Höhe verändert werden. |
|     | Grande Lunette                                                                           | 0,77 m                 | Achromat                                                                                  |      | Observatoire de Nice, Frankreich                                                                                |              | 1888       | Die Linsenrohlinge des achromatischen Linsenteleskops wurden von Édouard Mantois gegossen und von den Henry-Brüdern geschliffen. Die Teleskopmechanik wurde von Paul Ferdinand Gautiers Firma gefertigt. |
|     | Repsold Refraktor                                                                        | 0,76 m                 | Achromat                                                                                  |      | Pulkowo-Observatorium, Russland                                                                                 |              | 1885       | Achromatisches Linsenteleskop, dessen Duplett-Linse von der Firma Alvan Clark & Sons gefertigt, die Rohlinge von der Firma Charles Feil gegossen wurden. Die Teleskopmechanik fertigte A. Repsold & Söhne. Das Teleskop wurde 1944 im Zweiten Weltkrieg zerstört, nur die Linse blieb in Leningrad erhalten. |
|     | Großer Refraktor der Universitätssternwarte Wien                                         | 0,68 m                 | Achromat                                                                                  |      | Wien, Österreich                                                                                                | 00250 m      | 1883       | 11 m Brennweite, größtes Linsenfernrohr Österreichs, neuntgrößtes der Welt, gebaut von Sir Howard Grubb, Parsons and Co. |
|     | Commons 36 Zoll                                                                          | 0,91 m                 | Glasspiegel                                                                               |      | Ealing (London), England                                                                                        |              | 1879       | Teleskop mit Glasspiegeln, für Fotografie. Durch einen Antrieb mit einem Uhrwerk und einer reibungsarmen, schwimmenden Lagerung der Polarachse in Quecksilber gelang eine präzise Nachführung während einer längeren Belichtung. So entstand die ausgezeichnete Fotografie des Orionnebels, in der mehr Details erkennbar waren, als es durch direkte Beobachtungen möglich war. Auch die erste Aufnahme des Jupiters wurde 1879 damit angefertigt. |
|     | Telescope de 120cm                                                                       | 1,2 m                  | Glasspiegel                                                                               |      | Paris, Frankreich nach 1943: Observatoire de Haute-Provence                                                     |              | 1876       | Seinerzeit größtes Teleskop mit Glasspiegel, welcher jedoch erst nach einem neuen Schliff 1931 zufriedenstellend funktionierte. Die Teleskopmechanik wurde vor der Verlagerung des Teleskops 1943 ins Observatoire de Haute-Provence überarbeitet |
|     | U.S. Naval Observatory 26 inch                                                           | 0,66 m                 | Achromat                                                                                  |      | U.S. Naval Observatory, Washington, D.C., USA                                                                   |              | 1873       | Das achromatisches Linsenteleskop wurde von Alvan Clark & Sons gefertigt, die erforderlichen großen Linsenrohlinge goss Chance Brothers and Company in England. Mit dem Teleskop gelang 1877 die Entdeckung der Marsmonde Deimos und Phobos. Ursprünglich am klimatisch ungünstigen Standort foggy bottom wurde es für bessere Beobachtungsmöglichkeiten im Jahr 1893 nach Georgetown verlegt. |
|     | Great Melbourne Telescope                                                                | 1,2 m                  | Metallspiegel ab 1961: Glasspiegel (Pyrex)                                                |      | Melbourne, Australien ab 1961: Mount Stromlo Observatory                                                        |              | 1869       | Ehemals größtes Teleskop der Südhalbkugel und zweitgrößtes Teleskop weltweit, gefertigt von Sir Howard Grubb, Parsons and Co., beherbergt in einer neuartigen Gebäudekonstrution mit verschiebbaren Dach. Ausgeführt als Cassegrain-Teleskop mit langer Brennweite war es jedoch für den kurz darauf folgenden Wandel hin zur Fotografie lichtschwacher Himmelsobjekte weniger gut geeignet. Nach der Schließung des Observatoriums in Melbourne 1944 wurde das Teleskop im Mount Stromlo Observatory 1961 mit einem neuen Spiegel wieder in Betrieb genommen und beispielsweise ab 1992 für das MACHO-Projekt zur Erforschung Dunkler Materie eingesetzt. 2003 durch ein Buschfeuer zerstört, erfolgte danach eine Restauration, deren erster Teil 2019 ausgestellt wurde. |
|     | Newall Refractor                                                                         | 0,63 m                 | Achromat                                                                                  |      | Nationales Observatorium Athen, Griechenland                                                                    |              | 1869       | Das achromatisches Linsenteleskop wurde von T. Cooke & Sons für den Amateurastronomen Robert Stirling Newall gefertigt; die erforderlichen großen Linsenrohlinge wurden von Chance Brothers and Company gegossen. Zunächst auf dessen Anwesen errichtet, ab 1889 als Schenkung im Cambridge Observatory, konnte es allerdings aufgrund der ungünstigen Standorte seine volle Leistung nicht entfalten. Dies änderte sich erst nach einer Weitergabe an das Athener Observatorium im Jahr 1957 für einige Zeit. Seit Ende des 20. Jahrhunderts ist das Teleskop dort Schulklassen und privaten Besuchern auch für eigene Beobachtungen zugänglich. |
|     | Buckingham Refractor                                                                     | 0,54 m                 | Achromat                                                                                  |      | Stadtobservatorium von Edinburgh, England                                                                       |              | 1862       | Achromatisches Linsenteleskop von William Wray, ausgestellt auf der Great Exhibition 1862, später in einem Observatorium in East Dulwich, London für Planetenbeobachtung genutzt, ab 1898 im Stadtobservatorium von Edinburgh, wo es 1926 schließlich demontiert wurde. |
|     | 18½-in Dearborn Observatory Refractor                                                    | 0,47 m                 | Achromat                                                                                  |      | Dearborn Observatory, USA                                                                                       |              | 1862       | Für einige Jahre größtes Teleskop der USA. Der schwierige Guss der Linsenrohlinge des achromatisches Linsenteleskop gelang Chance Brothers and Company in England, geschliffen wurden sie von der Firma Alvan Clark & Sons. Es wurde anfangs zur Entdeckung von Doppelsternen, zum Studium des variablen roten Flecks des Jupiters, mit Beginn des 20. Jahrhunderts zur fotografischen Messung von Sternparallaxen genutzt. |
|     | Léon Foucaults 0,8 m                                                                     | 0,8 m                  | Glasspiegel                                                                               |      | Observatoire de Marseille, Frankreich                                                                           |              | 1861       | Nachdem es Carl August von Steinheil und Foucault etwa 10 Jahre zuvor unabhängig gelungen war, hochreflektierende Silberschichten auf Glasträgern aufzubringen, hatte Foucault diese Methode schrittweise bis zu dem Spiegeldurchmesser von 0,8 m weiterentwickelt. Mit dem Teleskop entdeckte Édouard Stephan dann über 400 nebelartige Objekte, die in dem New General Catalogue aufgenommen wurden und stellte dabei fest, dass viele Gruppen bilden, wie das nach ihm benannte Stephans Quintett. Es gelang mit diesem viel kleineren Teleskop die mit dem Leviathan entdeckte Spiralstruktur der Galaxie Messier 51 zu bestätigen. Mit einem nachgerüsteten elektrischen Antrieb der äquatorialen Montierung konnte das Teleskop Himmelsobjekten nachgeführt werden und so gelang Charles Fabry und Henri Buisson die Anwendung der Interferometrie zur genauen Spektralanalyse in der Astronomie, am Orionnebel, durch langbelichtete fotografische Aufzeichnung. |
|     | William Lassells 48 inch                                                                 | 1,22 m                 | Metallspiegel                                                                             |      | Malta | [ 208 ]      | 1861       | Größtes Teleskop mit Metallspiegel und äquatorialer Montierung, 1865 demontiert. Mit dem Teleskop gelang in 2 Jahren die Entdeckung von 600 Nebel. |
|     | Porro’s Refraktor                                                                        | 0,52 m                 | Achromat                                                                                  |      | Paris |              | 1857       | Achromatisches Linsenteleskop. Bereits bei einem Test gelang es, einen weiteren Stern in der Sternkonstellation Trapez (im Orionnebel) zu entdecken. Zudem wurden Fotografien des Mondes und einer Sonnenfinsternis angefertigt. Das Objektiv wurde zuvor auf der Weltausstellung 1855 in Paris präsentiert. Das Teleskop befand sich auf Porro's Parc astronomique und wurde nach seiner Abreise 1859 abgebaut. |
|     | Merz & Mahler Refraktor                                                                  | 0,38 m                 | Achromat                                                                                  |      | Pulkowo-Observatorium, Russland                                                                                 |              | 1839       | Achromatisches Linsenteleskop, der baugleiche (hier gezeigte) Great Refractor in Harvard war von 1847 bis 1862 das größte Teleskop der USA. Mit ihm gelang eine Photographie des Mondes, die auf der ersten Weltausstellung 1851 präsentiert und ausgezeichnet wurde. |
|     | 3-Foot Telescope                                                                         | 0,91 m                 | Metallspiegel                                                                             |      | Birr (Irland)                                                                                                   | 0075 m       | 1839       | Bis zur Errichtung des nahegelegenen 6-Foot Telescope 1845 größtes funktionsfähiges Teleskop. Das Teleskop war ursprünglich ähnlich den Teleskopen von Herschel montiert, wurde 1874 auf eine äquatoriale Montierung und einen Gitterrohrtubus umgerüstet. Es diente unter anderem zur Temperaturbestimmung der Mondoberfläche, 1868. |
|     | Markree-Refraktor                                                                        | 0,34 m                 | Achromat                                                                                  |      | Markree Observatory, Irland                                                                                     |              | 1834       | Achromatisches Linsenteleskop Nachdem Pierre-Louis Guinand die Herstellung eines großen Rohlings aus Flintglas gelang schliff und fertigte Robert-Aglaé Cauchoix das Objektiv. Zunächst provisorisch erprobt, erfolgte dann ihr Einsatz in einer Teleskopkonstruktion von Grubb, montiert im Freien auf einer Steinpyramide. Das Teleskop wurde in den 1930er-Jahren in Hongkong genutzt, Jahr 1941 durch einen Luftangriff beschädigt und dann der Sternwarte von Manila übergeben. |
|     | Northumberland Telescope                                                                 | 0,30 m                 | Achromat                                                                                  |      | Institute of Astronomy, Cambridge University, Cambridge, England                                                |              | 1833       | Das Teleskop wird seit dem von der Cambridge University Astronomical Society und der Cambridge Astronomical Association verwendet. Die Originallinse von 11,6 Zoll hergestellt von Cauchoix, Paris, wurde zum 150. Jubiläum durch eine 12 Zoll Linse ersetzt. |
|     | Fraunhofer-Refraktor                                                                     | 0,24 m                 | Achromat                                                                                  |      | Sternwarte Dorpat, Tartu, Estland                                                                               |              | 1824       | Achromatisches Linsenteleskop, ein baugleiches Exemplar erhielt 1829 die Berliner Sternwarte, mit dem 1846 der Neptun entdeckt wurde. |
|     | Lilienthalisches 27-füßiges Telescop                                                     | 0,51 m                 | Metallspiegel                                                                             |      | Lilienthal, Niedersachsen                                                                                       |              | 1791       | Seinerzeit weltweit drittgrößtes Teleskop (nach Herschel und Nicolas Noël), größtes Teleskop im deutschsprachigen Raum. Zur Erhöhung des Reflexionsvermögens des Metallspiegel wurde auf diesen eine Schicht von 5 Pfund Arsen aufgedampft. Durch den Napoleonischen Krieg wurde die Sternwarte in den 1810er Jahren in Mitleidenschaft gezogen und verfiel. Sie wurde 2015 neu aufgebaut. |
|     | Herschels 40-Fuß-Teleskop                                                                | 1,2 m                  | Metallspiegel                                                                             |      | England |              | 1789       | Das Teleskop stand auch interessierten Besuchern für astronomische Beobachtungen zur Verfügung, erbrachte jedoch nur wenig neue wissenschaftliche Erkenntnisse. Letztmals 1815 verwendet, 1839 zerstört – 1845 durch den Leviathan übertroffen |
|     | Herschels 20-Fuß-Teleskop                                                                | 0,48 m                 | Metallspiegel                                                                             |      | England |              | 1783       | Durch den schrägen Einblick auf den Metallspiegel (ohne Sekundärspiegel) vergleichsweise lichtstark. Genutzt zur umfangreichen Entdeckung und Katalogisierung von Nebel und Sternhaufen; in gleicher Weise von 1834 bis 1838 in Kapstadt zur Erkundung des Südhimmels genutzt. |
|     | Grand Telescope de Passi                                                                 | 0,6 m                  | Metallspiegel                                                                             |      | Frankreich |              | 1761       | Gregory-Teleskop von Nicolas Noël für und im Auftrag von Ludwig XV. angefertigt, zur Beobachtung des Venusdurchgangs verwendet. Die nach kurzer Zeit anlaufenden Metallspiegel mussten häufig aufwendig nachpoliert werden; es blieb von 1777 bis 1799 ungenutzt, später diente es nur als Ausstellungsstück und wurde 1841 abgebaut. |
|     | James Short No. 12                                                                       | 0,45 m                 | Metallspiegel                                                                             |      | England |              | 1742       | Gregory-Teleskop mit Metallspiegel. Als Unternehmer stellte Short über 1000 derartige Instrumente her, und erreichte dabei schrittweise größere Durchmesser. Mit dem größten Spiegeldurchmesser von 18 Zoll fertigte er zwei weitere. |
|     | Gebrüder Hadleys Newton-Teleskop                                                         | 0,15 m                 | Metallspiegel                                                                             |      | England |              | 1721       | Erstes brauchbares Spiegelteleskop, gleichscharf und einfacher zu handhaben aber weniger lichtstark als Huygens’ Luftteleskop. |
|     | Constantijn Huygens’ Luftteleskop                                                        | 0,22 m                 | Linse (einfach)                                                                           |      | |              | 1686       | Linsenteleskop, bis 1734 größtes Teleskop, Brennweite/Länge: 210 ft (≈ 64 m). Weitere Teleskope von Huygens hatten etwas kleinere Durchmesser. Mit diesen Teleskopen gelang es festzustellen, dass die eigentümliche Gestalt des Saturn von einem konzentrischen Ring herrührt und dass er einen Mond besitzt. Zudem gelang es, den Orionnebel grob zu skizzieren. |
|     | Newtons Teleskop                                                                         | 0,03 m                 | Metallspiegel                                                                             |      | England |              | 1668       | Erstes funktionierendes Spiegelteleskop, 15 cm Brennweite |
|     | Galileos Teleskop                                                                        | 0,016 – 0,038 m        | Linse (einfach)                                                                           |      | |              | 1609– 1620 | erstes Teleskop in der Himmelsbeobachtung, Linse. Entdeckung der Zusammensetzung der Milchstraße aus Sternen, der vier großen Monde des Jupiters, der kreisförmig ausgedehnten Erscheinung von Planeten, der Venusphase, der Sonnenflecken und der verkraterten Mondoberfläche. |
|     | Gaia (Raumsonde)                                                                         | zwei 1,45 m × 0,5 m    | Siliziumkarbid (gesintert, Spiegelschicht aus Silber)                                     |      | Lagrangepunkt L2                                                                                                | 1,5 Mio. km  | 2014       | zwei Korsch-Teleskope mit rechteckigen Primärspiegeln deren Bilder auf einen rund 1 Milliarde Pixel auflösendem Bildsensor überlagert zusammengeführt werden. Mit den Teleskopen erfolgte die Bestimmung von über einer Milliarde Sternörter und Parallaxen, indem die Teleskope durch eine langsame Drehung der Raumsonde nach und nach das gesamte Firmament wiederholt überstreichen. |
|     | Oschin-Schmidt-Teleskop (Big Schmidt)                                                    | 1,26 / 1,83 m          | Schmidt-Spiegel (achromatische Schmidt-Platte)                                            |      | Palomar-Observatorium, Kalifornien, USA                                                                         |              | 1948       | Die vorgelagerte, bei diesen Schmidt-Teleskop durch zwei verschiedene Gläser achromatisierte Korrektorplatte beseitigt Abbildungsfehler des nachfolgenden sphärischen Spiegels, womit ein Sichtfeld von 6° × 6° erreicht wird. Das große Sichtfeld ermöglichte mit dem Oschin-Schmidt-Teleskop in den Jahren 1948–1958 die Erstellung des ersten fotografischen Atlas des gesamten Nordhimmels, die Palomar Observatory Sky Survey, gefolgt von dem Atlas der Südhimmels, die ESO/SERC Southern Sky Survey, mithilfe des UK Schmidt-Teleskops in den Jahren 1974–1987. 2003 Ausgestattet mit elektronischen CCD-Bildsensoren, gelang die Entdeckung des Zwergplaneten Eris. Das gekrümmte Bildfeld wurde für die Zwicky Transient Facility an CCD-Bildaufnehmer durch eine Überarbeitung der Optik angepasst, und so ab 2018 eine Etendue von 53 erzielt. |
|     | UK Schmidt-Teleskop                                                                      | 1,24 / 1,83 m          | Schmidt-Spiegel (achromatische Schmidt-Platte)                                            |      | Anglo-Australian Observatory, Siding-Spring-Observatorium, Australien                                           | 1165 m       | 1973       | Die vorgelagerte, bei diesen Schmidt-Teleskopen durch zwei verschiedene Gläser achromatisierte Korrektorplatte beseitigt Abbildungsfehler des nachfolgenden sphärischen Spiegels, womit ein Sichtfeld von 6° × 6° erreicht wird und sich eine Etendue von 72 ergibt. Das große Sichtfeld ermöglichte mit dem Oschin-Schmidt-Teleskop in den Jahren 1948–1958 die Erstellung des ersten fotografischen Atlas des gesamten Nordhimmels, die Palomar Observatory Sky Survey, gefolgt von dem Atlas der Südhimmels, die ESO/SERC Southern Sky Survey, mithilfe des UK Schmidt-Teleskops in den Jahren 1974–1987. |
|     | Swedish Solar Telescope (SST)                                                            | 1,00 m                 | Linse (Medial)                                                                            |      | Roque de los Muchachos, La Palma, Kanarische Inseln                                                             | 2396 m       | 2002       | modernes großes Linsenteleskop, zur Sonnenbeobachtung |
|     | Sunrise                                                                                  | 1,00 m                 | Glasspiegel (Glaskeramik Zerodur)                                                         |      | Stratosphäre | 35 km        | 2009       | ballongetragen; Sonnenbeobachtung |
|     | New Vacuum Solar Telescope (NVST)                                                        | 1,00 m                 |                                                                                           |      | Yunnan Astronomical Observatory                                                                                 | 1720 m       | 2010       | Zur Sonnenbeobachtung. Das Spiegelteleskop befindet sich hinter einer Glasscheibe im Vacuum, zur Vermeidung von thermischen Luft-Turbulenzen im Strahlengang. |
|     | Stratoscope                                                                              | 0,30 m, 0,91 m         | Glasspiegel (Quarzglas)                                                                   |      | Stratosphäre |              | 1957, 1971 | ballongetragen. Das Stratoscope II verwendete einen Spiegel aus Quarzglas. Die hohe Bildqualität weitgehend außerhalb von atmosphärischen Turbulenzen wurde erst wieder von dem Hubble-Weltraumteleskop übertroffen. |
|     | Grande Lunette                                                                           | 0,83 m / 0,62 m        | Achromat                                                                                  |      | Pariser Observatorium, Meudon, Frankreich                                                                       |              | 1891       | Doppelteleskop: die Linsen wurden von Édouard Mantois' Firma gegossen und von den Unternehmen der Henry-Brüdern geschliffen. Die Montierung des Teleskops fertigte das Unternehmen von Paul Ferdinand Gautier. |
|     | Großer Refraktor                                                                         | 0,80 m / 0,60 m        | Achromat                                                                                  |      | Astrophysikalisches Observatorium Potsdam, Deutschland                                                          |              | 1899       | Doppelteleskop: die Linsen wurden von den Firmen Schott gegossen und C. A. Steinheil & Söhne geschliffen. Die Montierung wurde von dem Unternehmen A. Repsold & Söhne ausgeführt. Mängel in der Linse wurden mehrfach durch ein Nachschleifen versucht zu korrigieren, was erst 1942 gut gelang. Das Teleskop wurde im Zweiten Weltkrieg beschädigt, anschließend repariert und von 1953 bis 1968 wieder genutzt. Der Refraktor wurde 1999 und 2003-2006 restauriert; Führungen und Beobachtungen werden angeboten. |
|     | John Wall 30-inch Refractor                                                              | 0,77 m                 | Linse (Medial)                                                                            |      | Hanwell, Oxfordshire, Vereinigtes Königreich                                                                    |              | 2002       | Variante eines Schupmann-Medial-Fernrohr, größter Amateur-Refraktor, die Linse wurde aus einem kostengünstigen Linsenrohling aus Floatglas geschliffen. |
|     | Dunn Solar Telescope ex-VTT                                                              | 0,76 m                 | Glasspiegel                                                                               |      | National Solar Observatory, New Mexico, USA                                                                     | 2804 m       | 1969       | Sonnenbeobachtung, Coelostat, Evakuiert, 76 cm Apertur, 1,5 m Spiegeldurchmesser, |
|     | Rathenower Refraktor                                                                     | 0,70 m                 | Linse (Medial)                                                                            |      | seit 2008 im Optikpark Rathenow, Deutschland                                                                    |              | 1953       | Schupmann-Medial-Fernrohr, lange Zeit größter Amateur-Refraktor, 2002 übertroffen durch den John Wall 30-inch Refractor |
|     | AZT-16                                                                                   | 0,70 m                 | Meniskuslinse und Glasspiegel                                                             |      | Observatorio Cerro el Roble                                                                                     |              | 1968       | Maksutov-Teleskop mit einem Doppelmeniskus und einem Sichtfeld von 5° × 5° |
|     | AZT-14A                                                                                  | 0,70 m                 | Meniskuslinse und Glasspiegel                                                             |      | Abastumani | 1600 m       | 1956       | Maksutov-Teleskop mit einem Sichtfeld von 4° |
|     | Bruce Telescope                                                                          | 0,60 m                 | Linse, 4-linsig                                                                           |      | Cambridge, USA Arequipa, Peru Bloemfontein, Südafrika                                                           |              | 1893       | Großer Bildwinkel durch einen 4-linsigen Aufbau ähnlich dem eines damaligen fotografischen Portraitobjektivs, womit 14 × 17 Zoll große Fotoplatten (Bildwinkel diagonal 10°) belichtet wurden und eine Himmelsdurchmusterung erfolgte. Mit dem Teleskop gelang die Entdeckung der ersten Perioden-Leuchtkraft-Beziehung an Cepheiden, wodurch eine kosmische Entfernungsbestimmung möglich wurde. Auch wurden die ersten Zwerggalaxien (in den Sternbildern Fornax und Sculptor) mit diesem Teleskop entdeckt. Das Teleskop wurde durch eine Spende von Catherine W. Bruce ermöglicht, von Alvan Clark & Sons gefertigt, zunächst in Cambridge erprobt, ab 1895 in Arequipa, und ab 1927 in Bloemfontein genutzt. 1950 wurde es demontiert und war später verschollen, das Objektiv wurde aber 2017 wiederentdeckt. |
|     | Baker-Nunn-Kameras                                                                       | 0,50 / 0,78 m          | Korrektor (dreilinsig) und Glasspiegel                                                    |      | diverse |              | 1958       | Extrem großes Sichtfeld: 30°. Etwa 20 Exemplare wurden weltweit verteilt zur Satellitenbeobachtung Bis Mitte der 1970er genutzt. Einige dieser Kameras wurden später für astronomische Forschung aufgerüstet. |
|     | Großer Refraktor der Archenhold-Sternwarte                                               | 0,68 m                 | Achromat                                                                                  |      | Berlin, Deutschland                                                                                             | ≈035 m       | 1896       | Mit 21 m Brennweite und 130 Tonnen das längste erhaltene bewegliche Fernrohr der Welt. Die Linse wurde von dem Unternehmen Schott gegossen und von dem Unternehmen C. A. Steinheil & Söhne geschliffen. Das durch Spenden finanzierte Teleskop wurde seitdem als Volkssternwarte genutzt. |
|     | Cambridge Optical Aperture Synthesis Telescope                                           | 5 × 0,4 m ≙ 0,9 m      | Glasspiegel (Glaskeramik Zerodur)                                                         |      | Mullard Radio Astronomy Observatory, England                                                                    |              | 1995       | Interferometer mit 5 Spiegel von 0,40 m Durchmesser und einer Basislänge von bis zu 100 m, höchste Winkelauflösung von einer Millibogensekunden: Es gelang ab 1995 so, die Oberfläche entfernter Sterne abzubilden. |
|     | Extremely Large Telescope (zuvor European Extremely Large Telescope)                     | 39,3 m, segmentiert    | Glasspiegel (Glaskeramik Zerodur)                                                         |      | Cerro Armazones                                                                                                 | 3060 m       | 2029       | Design mit 5 Spiegeln, wobei die ersten 4 Spiegel von der Schott AG aus der Glaskeramik Zerodur und der letzte Spiegel im Strahlengang besonders leichtgewichtig von der Firma Mersen Boostec aus Siliziumkarbid gefertigt wurden, alle geschliffen und poliert von der Firma REOSC. Optisch ein Drei-Spiegel-Anastigmat gefolgt von 2 nahezu planen Spiegeln zur Faltung des Strahlengangs, zum Ausgleich von atmosphärischen Störungen, und zur Stabilisierung des Bildes. Der Hauptspiegel besteht aus 798 sechseckigen Segmenten von 1,45 Meter Durchmesser; das Teleskop wird von einem 80 m hohen Dom beherbergt, der Gebäudedurchmesser ist 117 m. Baubeginn erfolgte 2014, geplante Kosten rund 1 Milliarde Euro. |
|     | Thirty Meter Telescope                                                                   | 30 m, segmentiert      | Glasspiegel (Glaskeramik Clearceram)                                                      |      | Mauna Kea | 4200 m       | –          | [ 250 ] |
|     | Giant Magellan Telescope                                                                 | 7 × 8,4 m ≙ 24,5 m     | Glasspiegel (Borsilikatglas Ohara E6)                                                     |      | Cerro Las Campanas, Chile                                                                                       |              | 2030-      | 7 Einzelspiegel auf gemeinsamer Montierung, Baubeginn 2012, Fertigstellung in den frühen 2030ern geplant |
|     | San Pedro Mártir Telescope                                                               | 6,5 m                  | Glasspiegel (Borsilikatglas Ohara E6)                                                     |      | San Pedro Mártir Observatory, Baja California, Mexico                                                           |              | 2025       | [ 251 ] |
|     | MUltiplexed Survey Telescope (MUST)                                                      | 6,5 m                  | Glasspiegel (Borsilikatglas Ohara E6)                                                     |      | Lenghu, China                                                                                                   |              | 2029       | Bildwinkel 3° durch 5-linsigen Korrektor |
|     | Magdalena Ridge Observatory Interferometer                                               | 10 × 1,4 m ≙ 4,4 m     |                                                                                           |      | Socorro County, New Mexico, USA                                                                                 |              | –          | 2023 wurde das zweite von 10 geplanten Teleskopen installiert, die ein Interferometer mit einer Basislänge von bis zu 400 m bilden sollen. |
|     | Doğu Anadolu Gözlemevi (DAG)                                                             | 4 m                    | Glasspiegel (Glaskeramik Zerodur)                                                         |      | Erzurum, Türkei                                                                                                 |              | 2024       | [ 253 ] |
|     | 3,8-m Teleskop                                                                           | 3,8 m                  | Glasspiegel (Glaskeramik Clearceram-Z), segmentiert                                       |      | Berg Timau, Bezirk Kupang Indonesien                                                                            | 1320 m       | 2024– 2025 | Aufbau ähnlich dem japanischen Seimei telescope |
|     | Nancy Grace Roman Space Telescope (früher: Wide Field Infrared Survey Telescope, WFIRST) | 2,4 m                  | Glasspiegel (Glas ULE)                                                                    |      | Orbit |              | 2027       | Satellit mit Spiegelteleskop für einen Spektralbereich 480 nm – 2 µm mit einem 100-fachen Sichtfeld des Hubble-Weltraumteleskops bei gleichem Hauptspiegeldurchmesser, durch eine Kombination mit zwei weiteren Spiegeln. Das Bild wird von einer 300 Megapixel Kamera aufgezeichnet; die Etendue ist 29. Zweites Instrument ist ein Coronograph zur Beobachtung von Exoplaneten. Der Hauptspiegel, ursprünglich für einen Aufklärungssatelliten gefertigt, ist mit 186 kg für seine Größe sehr leicht. |
|     | Xuntian-Teleskop                                                                         | 2 m                    | Siliziumkarbid (verspiegelt)                                                              |      | Orbit |              | 2025       | Das Teleskop ist für eine hochaufgelöste Himmelsdurchmusterung mit einem Sichtfeld von 1° × 1° ausgelegt. Der Start ist für Mitte 2025, möglicherweise auch erst Ende 2026 vorgesehen, es soll auf demselben Orbit wie die Chinesischen Raumstation, aber um 120° versetzt um die Erde kreisen und bei Bedarf für Betankung und Wartung an der Station (wie abgebildet) andocken.[veraltet] |
|     | Spektr-UV                                                                                | 1,7 m                  | Glasspiegel (Glaskeramik Sitall)                                                          |      | Orbit |              | 2030       | [ 263 ] |